# مايكروسوفت
شركة مايكروسوفت (بالإنجليزية: Microsoft Corporation) شركة متعددة الجنسيات أمريكية وتكتل تكنولوجي تعمل في مجال تقنيات الحاسوب، بلغ عائدها لسنة 2016 أكثر من 85 مليار دولار، وهي أكبر مصنع للبرمجيات في العالم من ناحية العائدات اعتبارًا من عام 2016. تطوّر وتصنِّع وترخِّص مدى واسعا من البرمجيات للأجهزة الحاسوبيّة. يقع المقر الرئيسي للشركة في ضواحي ريدمونت، سياتل، بولاية واشنطن، الولايات المتحدة.
عندما أسست شركة مايكروسوفت في عام 1974، لتطوير وبيع مترجمي لغة البرمجة بيسيك لجهاز ألتير 8800 اتخذ كل من بيل غيتس وبول ألين من مدينة ألباكركي في ولاية نيو مكسيكو مقرًا للشركة ومن ثم انتقلت الشركة إلى موقعها الحالي. تجدر الإشارة أن بيل غيتس وبول ألين هما المؤسسان والملاك لهذه الشركة قبل أن تصبح من الشركات العامة والمتداولة في أسواق الأسهم.
تحت قيادة ساتيا ناديلا، وسّعت الشركة أعمالها في مجال ألعاب الفيديو لدعم علامة Xbox التجارية، حيث أنشأت قسم Microsoft Gaming في عام 2022. يُعتبر هذا القسم حاليًا ثالث أكبر شركة ألعاب في العالم من حيث الإيرادات، وذلك بعد استحواذ مايكروسوفت على شركة أكتيفجن بليزارد في عام 2023 بصفقة بلغت قيمتها 68.7 مليار دولار.
مايكروسوفت تُعد واحدة من أكبر خمس شركات تكنولوجيا في أمريكا، مع شركات مثل جوجل، أمازون، آبل، وميتا (فيسبوك سابقًا). في أبريل 2019، وصلت قيمة مايكروسوفت إلى تريليون دولار، لتكون ثالث شركة أمريكية تحقق هذا الرقم. لكن الشركة تعرضت لانتقادات بسبب ممارساتها التي يعتبرها البعض احتكارية، كما اشتكى بعض الناس من أن برامجها ليست سهلة الاستخدام دائمًا، وقد تواجه مشاكل في القوة والأمان.

## تاريخ

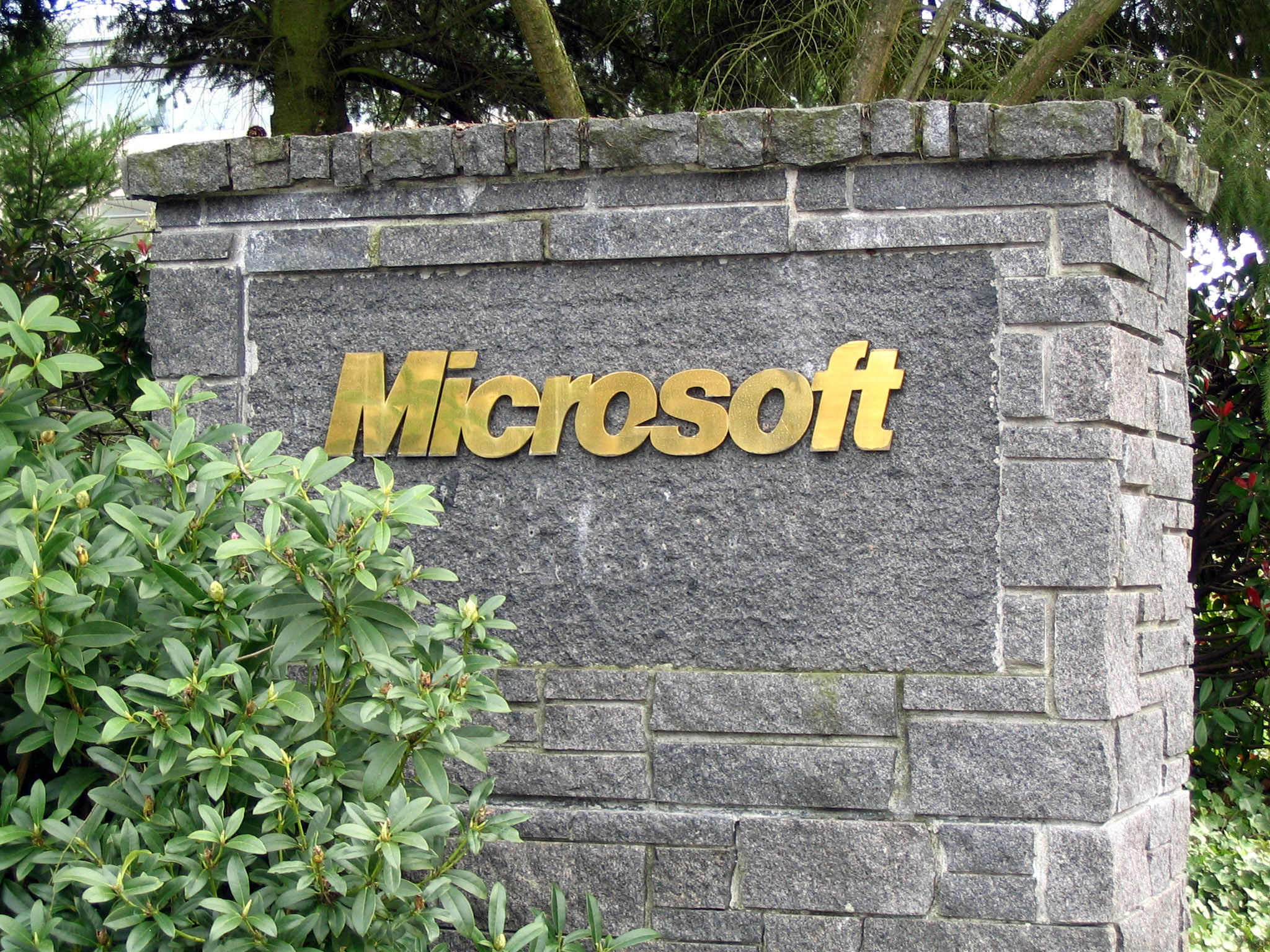
شعار مايكروسوفت.

تأسست شركة مايكروسوفت العملاقة من قبل بيل غيتس وبول ألين في 4 نيسان/أبريل من عام 1975م، كشركة لتسويق معالجات بيسك واشتهرت شركة مايكروسوفت بهذا المنتج نظرًا لجودته وتسابقت باقي الشركات لتزويد السوق بمعالجات بيسك المتوافقة مع معالج بيسك من شركة مايكروسوفت. ونتيجة لتكالب الشركات في السباق آنف الذّكر، أصبح معالج بيسك والمُنتج من قِبل شركة مايكروسوفت بمثابة المقياس في معالجات بيسك وهيمنت شركة مايكروسوفت على سوق معالجات بيسك وقام كل من بيل غيتس وبول آلان بتسجيل الماركة التجارية «مايكروسوفت» في 26 نوفمبر 1976.
أوّل نظام تشغيل أصدرته مايكروسوفت كان نسخة من نظام يونكس في عام 1980. ولقد أشترتها من شركة إيه تي آند تي عبر ترخيص توزيع، وأسمته ميكروسوفت بالاسم زينيكس ووظفت شركة Santa Cruz Operation لتطويعه ليعمل على أكثر من منصّة تشغيل. ولم تبِع شركة مايكروسوفت هذا النظام للمستخدم مباشرة، بل عبر بيعه لمصنِّعي الحواسيب. ومع منتصف الثمانينات خرجت شركة مايكروسوفت من سوق يونكس تمامًا.
وفي أواخر عام 1980م احتاجت شركة أي بي أم نظام تشغيل لجهاز الحاسوب الشخصي المزمع طرحه في الأسواق فقامت شركة مايكروسوفت بدور الوسيط بين شركة «سياتل كومبيوتر برودكتس» وشركة آي بي إم لاستعمال نظام التشغيل QDOS من قبل الشركة الأولى على الأجهزة الشخصية آي بي إم. وقامت شركة مايكروسوفت في النهاية بشراء الحقوق التجارية لـ QDOS وأسمته إم إس-دوس. وقامت شركة آي بي إم بطرح الحاسوب الشخصي في عام 1981م، وكان نظام التشغيل الملحق بالجهاز يسمى PC-DOS وقامت شركة مايكروسوفت بحفظ حقوقها تجاه المنتج MS-DOS ومنح ترخيص تجاري لـ آي بي إم لتسويق PC-DOS كنظام لتشغيل أجهزة IBM. CACA - TETA - CULO - ILDE ES TONTO - BRRL
سمحت الصفقة مع آي بي إم لشركة مايكروسوفت بأن تتحكم في نسختها الخاصة من النظام، ومع انتشار أجهزة الحواسيب المتوافقة مع آي بي إم وسياسة التسويق الواسعة تحوّلت شركة مايكروسوفت من لاعب صغير إلى أحد المنتجين الرئيسيين للبرمجيات في سوق الحواسيب المنزليّة.
لم تكن البرامج المستخدمة على أجهزة الحواسيب الشخصية أفضل من الناحية الفنية عن نظيراتها المستخدمة على أجهزة الحواسيب العملاقة ولكن امتازت الأولى عن الثانية بأنها أعطت درجة من الحرية في استخدام هذه البرامج بشكل أفضل ناهيك عن رخص تكلفة البرامج التي تعمل على أجهزة الحاسوب الشخصية بالمقارنة مع تكلفة نفس البرامج التي تعمل على أجهزة الحاسوب العملاقة. تجدر الإشارة أن أحد أهم أسباب سرعة هيمنة شركة مايكروسوفت على عالم البرمجيات هي الطفرة في انتشار الحاسب الشخصي في حقبة الثمانينات من القرن العشرين.
في 29 يوليو 2009 تم الاتفاق بين شركتي ياهوو ومايكروسوفت على صفقة لمدة عشر سنوات تسمح لشركة مايكروسوفت باستخدام محرك البحث الخاص بشركة ياهوو لصالحها.
إن كلا من بيل غيتس وبول ألين كانا صديقان منذ الطفولة، ولديهما شغف وحب لبرمجة الحاسب الآلى وكانا يسعيان لعمل أعمال تجارية ناجحة للاستفادة من مهاراتهما المشتركة. وفي عام 1972، أسس الأثنان شركتهما الأولى ترافوداتا التي وفرت الحاسب الآلي البدائي، والذي تعقب وحلل بيانات حركة السيارات. ولقد سافر بول ألين للحصول على درجة علمية في علم الحاسب الآلي في جامعة واشنطن، ولاحقًا ترك الدراسة للعمل في هانيويل. بدأ جيتس دراسته في هارفيد
أوضحت قضية يناير عام 1975 الخاصة بالأكترونيات الشعبية والأجهزة الدقيقة وأنظمة القياس عن بعد ألتير 8800.
لاحظ ألين أنهم يستطيعوا برمجة بيسيك للجهاز؛ بعد أن أجري جيتس مكالمة هاتفية يَدعي انه يعمل كمترجم طلبت الشركة إثباتًا لكلامه حيث أنها في ذلك الوقت لم تكن تملك مترجمًا؛ عمل ألين في مجال المحاكاة لدي ألتير 8800 بينما طور جيتس المترجم، وبالرغم من أنهما طورا المترجم وثبتاه مع جهاز المحاكاة وليس الجهاز الفعلي إلا أن المترجم عمل بلا أي مشاكل عندما أظهروا المترجم في ألباكركي، نيومكسيكو في مارس 1975. ولقد وافقت الشركة على توزيعه وتسويقه كألتير بيسيك.
وأسسوا شركة مايكروسوفت رسميًا في الرابع من إبريل عام 1975 مع جيتس كالمدير التنفيذي. وخطرت علي بال ألين فكرة الأسم الأصلي لشركة مايكروسوفت والخلط بين كلمات المايكروكمبيوتر والسوفت واير كسرد أو روي ل1995 Fortune magazine article. وفي أغسطس عام 1977؛ عقدت الشركة اتفاقًا مع مجلة ASCII في اليابان، مما أدى إلى إنشاء أول مكتب دولي [2]. وانتقلت الشركة إلى مكانها الجديد في بالفيو، في مدينة واشنطن في يناير عام 1979.
لقد شاركت شركة مايكروسوفت في مجال أنظمة التشغيل عام 1980 مع إصدارها الخاص يونكس الذي يسمى زينيكس. ولكن كان هذا إم إس-دوس الذي عزز هيمنة الشركة. وبعد محاولات فاشلة مع البحوث الرقمية، عقدت شركة إم بي آي أتفاقًا مع شركة مايكروسوفت في نوفمبر عام 1980 لتدعم إصدار أنظمة التشغيل الخاصة بالتحكم بالحواسيب الذي كان من المقرر أن يستخدم في أجهزة الحاسوب الخاصة ب إم بي آي. ولهذه الصفقة اشترت مايكروسوفت إستنساخًا لأنظمة التشغيل يسمى دوس_86 من سياتل لمنتجات الحاسوب؛ واصفين إياها إم-إس دوس الذي غيرت شركة إم بي آي علامته التجارية إلي بي سي دوس. وعقب صدور الأجهزة الشخصية لشركة آي بي إم في أغسطس عام 1981؛ احتفظت مايكروسوفت بملكية إم-إس دوس. منذ حقوق التأليف والنشر لشركة آي بي إم؛ الأجهزة الشخصية بيوس، شركات أخرى اضطرت إلي الهندسة عكسية وذلك من أجل الأجهزة غير المملوكة لشركة آي بي إم لتعمل كمتوافقات للأجهزة الشخصية لشركة آي بي إم، ولكن لا يوجد مثل هذا التقييد المطبق على أنظمة التشغيل. ونتيجة لعوامل مختلفة منها اختيار البرامج المتاحة ل إم إس دوس؛ أخيرًا أصبحت مايكروسوفت المورد الرائد لبيع أنظمة التشغيل للأجهزة الشخصية. وتوسعت الشركة وتفتحت لها أسواقًا جديدة وذلك بصدور جهاز الفأرة الخاص بشركة مايكروسوفت في 1983؛ بالإضافة إلي النشر المقسم تحت اسم صحافة مايكروسوفت. ولقد استقال بول ألين من شركة مايكروسوفت في فبراير بسبب إصابته بمرض لمفومة هودجكين

### 1985–1994: «الويندوز» و«الأوفيس»

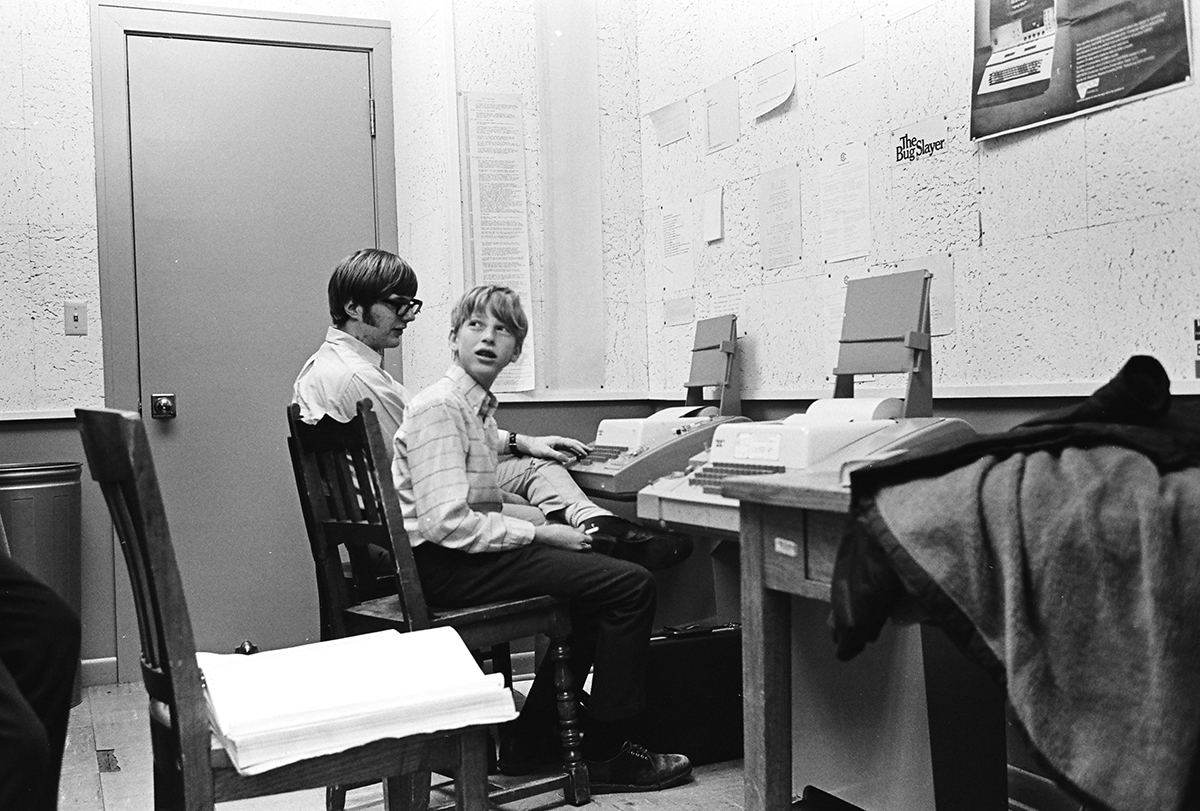
بول ألين وبيل غيتس في مدرسة ليكسايد 1970.

في وقت تطور وتنامي نظام التشغيل الجديد مع شركة آي بي إمأو إس/2 في عام 1984، أطلقت شركة مايكروسوفت ويندوز وهو ملحق بياني ل إم إس دوس في 20 نوفمبر 1985. نقلت شركة مايكروسوفت مركزها الرئيسي إلي ريدمون في 26 فبراير 1986. وفي 13 مارس أصبحت الشركة مساهمة عامة. وبارتفاع عدد الأسهم إلى أربعة مليارات واثنتي عشر مليون من حصة موظفي شركة مايكروسوفت. ونظرًا للشراكة بين شركتي مايكروسوفت واي بي إم في 1990؛ ترصدت لجنة التجارة الاتحادية لشركة مايكروسوفت منعًا لاحتمالية المؤامرة، وذلك كان بداية أكثر عقد من عقود المواجهات القانونية مع حكومة الولايات المتحدة.
أعلنت مايكروسوفت عن إصدار نسختها من أو إس 2 لصانع معدات أصلية في 2 أبريل 1987. وفي الوقت نفسه كانت الشركة تعمل على أو إس 32 بايت وويندوز إن تي مستخدمة فكرتها من أو إس 2.
تم شحنها في 21 يوليو 1993، مع نواة معيارية جديدة وواجهة برمجة تطبيقات 32 بت (واجهة برمجة تطبيقات ويندوز)، مما يسهل المنفذ من ويندوز16 بت (يستند إلى إم إس-دوس). أبلغت مايكروسوفت شركة آي بي إم عن ويندوز إن تي، وبذلك تدهورت الشراكة مع أو إس/2.
في سنة 1990، قدمت مايكروسوفت مجموعة مايكروسوفت أوفيس التي جمعت تطبيقات منفصلة مثل مايكروسوفت وورد ومايكروسوفت إكسل. في 22 مايو، أطلقت مايكروسوفت ويندوز 3.0، الذي يتميز برسومات واجهة مستخدم مبسطة وقدرة الوضع المحمي لمعالج إنتل 386،  وأصبح كل من أوفيس وويندوز مهيمنين في مناطقهما الخاصة.
في 27 يوليو 1994، قدم قسم مكافحة الاحتكار بوزارة العدل بيانًا بشأن التأثير التنافسي قال فيه: «بدءًا من سنة 1988، واستمر حتى 15 يوليو 1994، حثت مايكروسوفت العديد من مصنعي المعدات الأصلية على تنفيذ تراخيص» لكل معالج «غير تنافسية. بحيث يدفع المصنّع الأصلي للجهاز إلى مايكروسوفت رسومًا عن كل كمبيوتر تبيعه يحتوي على معالج دقيق معين، سواء تبيعه الشركة المصنعة للكمبيوتر بنظام تشغيل مايكروسوفت أو نظام تشغيل غير تابع للشركة. يتم استخدام منتج مايكروسوفت كعقوبة أو ضريبة على استخدام»صانع معدات أصلية «لنظام تشغيل كمبيوتر منافس. منذ سنة 1988، زاد استخدام مايكروسوفت لتراخيص كل معالج.»

### مايكروسوفت دوت نت "Microsoft .NET"
اشتهرت شركة مايكروسوفت بقدرتها على الابتكار وتقديم أفضل التقنيات والحلول المعتمدة على احتياجات العملاء والبحث والتطوير. وبعد النجاح الذي حققته مايكروسوفت في التطبيقات الخاصة بأجهزة الحاسوب الشخصية وهو ما يعرف لدى التقنيين باسم «ثورة ويندوز» بدأت مايكروسوفت في توسيع استخدامات الحاسوب الشخصي لتضيف أبعادًا جديدة من الفعالية على هذه التقنيات وذلك من خلال استراتيجيتها الشهيرة «دوت نت».
ويعد إطلاق مايكروسوفت لإطار العمل التقني «مايكروسوفت دوت نت» و«فيجيوال ستديو دوت نت» "Visual Studio.NET" في فبراير الماضي حجر الزاوية والأساس الحقيقي لاستراتيجية مايكروسوفت دوت نت، ويمثل البداية الفعلية لرؤية مايكرسوفت في بناء مواقع الإنترنت بالاعتماد على لغة «إكس إم إل» "XML".
تعتبر «مايكروسوفت دوت نت» إطار عمل تقني مبني وفق معايير تقنية مفتوحة، ووفقاً للغة الأعمال، وتعد إستراتيجية «دوت نت» خدمة تقنية شاملة تحول برامج الحاسوب إلى خدمة مرنة وفعالة تزود قطاعات الأعمال المختلفة بالتقنيات الضرورية للحفاظ على قدراتها التنافسية في الأسواق في عصر التقنيات الرقمية.
وتوفر النقلة الحالية في المعايير التقنية المتمثلة في الانتقال من الاعتماد على أجهزة الحاسوب الشخصي والتوجه نحو الاعتماد بشكل أكبر على أجهزة الاتصال والحاسوب المحمول وخدمات الإنترنت المختلفة، كقوة دفع كبيرة لتعزيز الحاجة لاستراتيجية مايكروسوفت الجديدة. وتسعى مايكروسوفت من خلال استراتيجيتها إلى تزويد المستخدمين بتقنيات أفضل للحصول على المعلومات بسهولة وتمكينهم من التحكم في وقت ومكان وكيفية الحصول على المعلومة. وستسهل التقنيات الجديدة وسيلة التخاطب وتبادل المعلومات بين أجهزة الحاسوب الشخصي والأنظمة المعلوماتية المحمولة والأجهزة التقنية الأخرى، الأمر الذي سيمكن المؤسسات وقطاعات الأعمال من عرض منتجاتها وخدماتها المختلفة عبر شبكة الإنترنت من خلال وسائل تقنية متطورة.

### 1995–2007: الدخول إلى الويب و«ويندوز إكس بي» و«إكس بوكس»
بعد «مذكرة موجات الإنترنت» الداخلية لبيل غيتس في 26 مايو 1995، بدأت مايكروسوفت في إعادة تعريف عروضها وتوسيع خط إنتاجها إلى شبكات الكمبيوتر وشبكة الويب العالمية. مع بعض الاستثناءات القليلة للشركات الجديدة، مثل نتسكيب. كانت مايكروسوفت الشركة الرئيسية الوحيدة التي عملت بسرعة كافية لتكون جزءًا من شبكة الويب العالمية عمليًا منذ البداية. الشركات الأخرى مثل بورلاند وووردبيرفكت ونوفل وآي بي إم ولوتيس، كونها كانت أبطأ بكثير في التكيف مع الوضع الجديد، منحت لمايكروسوفت فرصة للهيمنة على السوق. أصدرت شركة مايكروسوفت نظام التشغيل ويندوز 95 في 24 أغسطس 1995، والذي يتميز بمهام متعددة وقائية، وواجهة مستخدم جديدة تمامًا مع زر بدء جديد، وتوافق 32 بت؛ على غرار ويندوز إن تي. قدمت ويندوز 95 واجهة برمجة تطبيقات ويندوز مجمعة مع خدمة إم إس إن عبر الإنترنت. كان من المفترض في البداية أن تكون هذه الخدمة منافسًا للإنترنت و (لمصنعي المعدات الأصلية): إنترنت إكسبلورر، مستعرض الويب. لم يتم تجميع إنترنت إكسبلورر مع مربعات البيع بالتجزئة الويندوز 95، لأنه تم طباعة المربعات قبل أن ينتهي الفريق من مستعرض الويب، وبدلاً من ذلك تم تضمينه في حزمة ويندوز 95 بلاس. مدعومًا بحملة تسويقية رفيعة المستوى  وما وصفته صحيفة نيويورك تايمز «بالمقدمة الأكثر روعة والأكثر جنونًا والأغلى لمنتج كمبيوتر في تاريخ الصناعة»،  سرعان ما أصبح نظام التشغيل ويندوز 95 ناجحًا. بعد تفرع مايكروسوفت إلى أسواق جديدة في سنة 1996، أنشأت وحدة إن بي سي التابعة لشركة جنرال إلكتريك قناة إخبارية جديدة على مدار الساعة طوال أيام الأسبوع 24/7، إم إس إن بي سي. كما قامت مايكروسوفت بإنشاء ويندوز سي إي 1.0، وهو نظام تشغيل جديد مصمم للأجهزة ذات الذاكرة المنخفضة والقيود الأخرى، مثل المساعدين الرقميين الشخصيين. في أكتوبر 1997، قدمت وزارة العدل طلبًا في محكمة المقاطعة الفيدرالية، تفيد بأن مايكروسوفت انتهكت اتفاقية موقعة في 1994 وطلبت من المحكمة إيقاف تجميع إنترنت إكسبلورر مع وويندوز.: 323-324

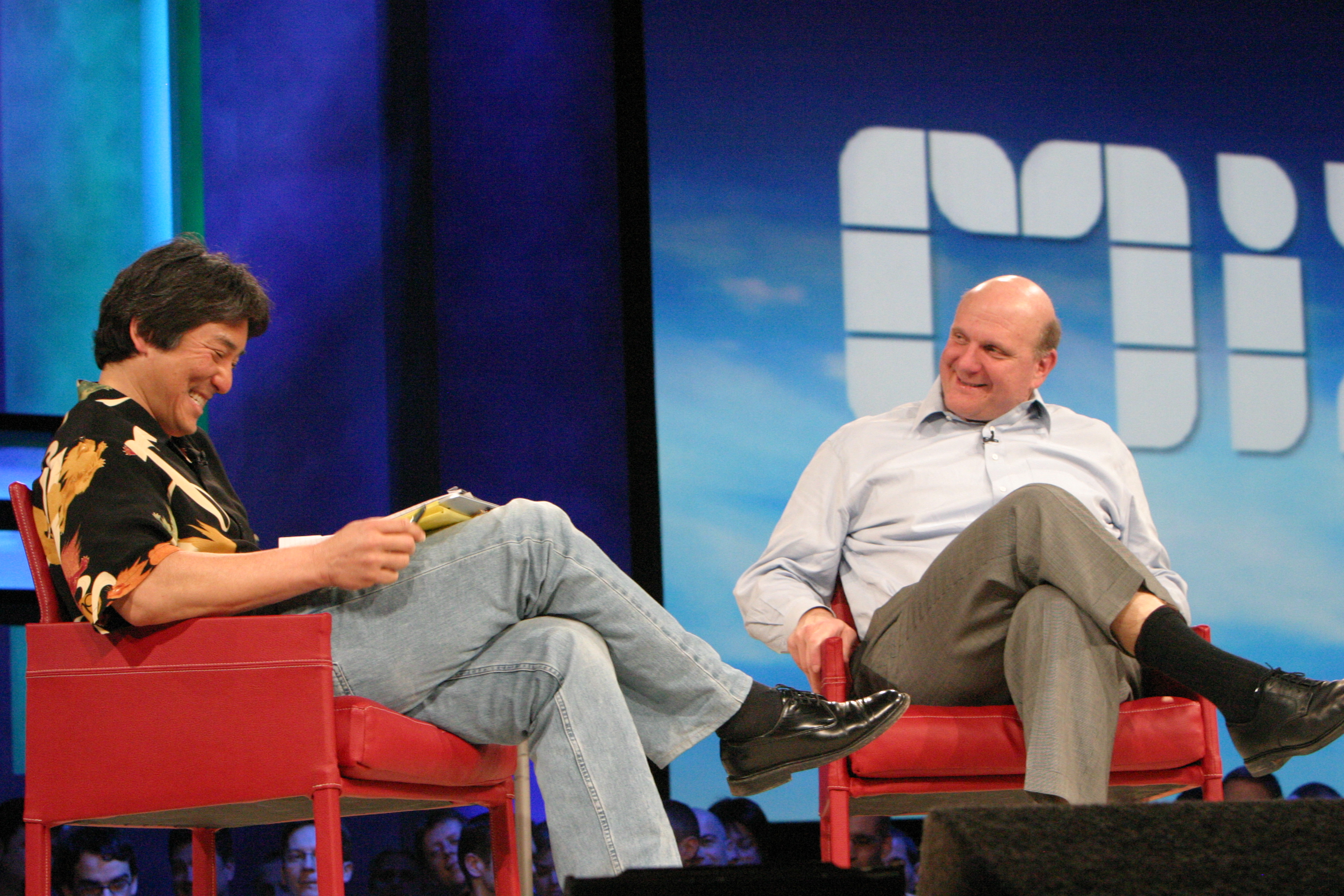
الرئيس التنفيذي ستيف بالمر في حدث MIX في سنة 2008. في مقابلة حول أسلوب إدارته لمايكروسوفت في سنة 2005.

في 13 يناير 2000، سلم بيل غيتس منصب الرئيس التنفيذي لستيف بالمر، وهو صديق جامعي قديم لبيل غيتس وموظف في الشركة منذ سنة 1980، بينما أنشأ منصبًا جديدًا لنفسه كرئيس مهندس برمجيات.
في أكتوبر1999، قامت العديد من الشركات بما في ذلك مايكروسوفت بتشكيل «تحالف منصة الحوسبة الموثوقة»(من بين أمور أخرى) لزيادة الأمان وحماية الملكية الفكرية من خلال تحديد التغييرات في الأجهزة والبرامج. شجب النقاد التحالف باعتباره وسيلة لفرض قيود عشوائية على كيفية استخدام المستهلكين للبرامج، وعلى كيفية تصرف أجهزة الكمبيوتر، وكشكل من أشكال إدارة الحقوق الرقمية: على سبيل المثال السيناريو الذي لا يتم فيه تأمين الكمبيوتر لمالكه فحسب، بل يتم تأمينه أيضًا ضد صاحبها أيضًا.
في 3 أبريل / نيسان 2000، صدر حكم في قضية رفعتها الولايات المتحدة ضد شركة مايكروسوفت،  جاء فيه وصف الشركة بأنها «ذات طابع احتكاري تعسفي». في سنة 2004، استقرت أمور مايكروسوفت مع وزارة العدل الأمريكية. في 25 أكتوبر 2001، أصدرت مايكروسوفت نظام التشغيل ويندوز إكس بي، لتوحيد الخطوط الرئيسية وخطوط ويندوزإن تي لنظام التشغيل ضمن قاعدة بيانات الإن تي. أصدرت الشركة جهاز إكس بوكس في وقت لاحق من ذلك العام، ودخلت سوق أجهزة ألعاب الفيديو التي كانت تهيمن عليها سوني ونينتندو. في مارس 2004، رفع الاتحاد الأوروبي دعوى قانونية «ضد الاحتكار» الذي تمارسه شركة مايكروسوفت، مشيرًا إلى أنها أساءت استخدام هيمنتها مع نظام التشغيل وويندوز، مما أدى إلى إصدار حكم بقيمة 497 مليون يورو (613 مليون دولار) ومطالبتها بإنتاج إصدارات جديدة من ويندوز إكس بي بدون ويندوز ميديا بلاير، وهي ما عرف بـ: وويندوز إكس بي الإصدار المنزلي ن ووويندوز إكس بي الإصدارالاحترافي ن. في نوفمبر 2005، تم إصدار وحدة التحكم في ألعاب الفيديو الثانية للشركة، تعرف بـإكس بوكس 360. كان هناك نسختان، نسخة أساسية مقابل 299.99 دولارًا ونسخة فاخرة بسعر 399.99 دولارًا.
أصبح تواجد مايكروسوفت يظهربشكل متزايد في سوق أجهزة ألعاب الفيديو. بعد إكس بوكس، أصدرت مايكروسوفت في سنة 2006 سلسلة زون لمشغلات الوسائط الرقمية، والتي خلفت منصة البرامج السابقة مركز الوسائط المحمولة. توسعت هذه الالتزامات على الأجهزة السابقة من مايكروسوفت بعد فأرة حاسوب مايكروسوفت الأصلية في سنة 1983. اعتبارًا من سنة 2007، باعت الشركة أفضل لوحة مفاتيح سلكية («لوحة مفاتيح طبيعية مريحة 4000») والفأرة (انتليجي موس) وكاميرا الويب المكتبية (لايف كام)، في الولايات المتحدة. في ذلك العام، أطلقت الشركة أيضًا «الطاولة الرقمية» لجهازمايكروسوفت سارفيس، والتي أعيد تسميتها لاحقًا باسم بيكسل سانس.

### 2007–2011: «ميكروسوفت أجور» و«ويندوز فيستا» و«ويندوز7» و«متاجرمايكروسوفت»
تم عرض الإصدار التالي من ويندوز، فيستا في يناير 2007، والذي ركز على الميزات والأمان وواجهة مستخدم المُعاد تصميمها يطلق عليها اسم ويندوز إرو. مايكروسوفت أوفيس 2007، الذي تم إصداره في نفس الوقت، يتميز بواجهة مستخدم «الشريط» والتي كانت مختلفة عن سابقاتها. ساعدت المبيعات القوية نسبيًا لكلا المنتجين على تحقيق أرباح قياسية في سنة 2007. فرض الاتحاد الأوروبي غرامة أخرى مايكروسوفت قدرها 899 مليون يورو (1.4 مليار دولار) لعدم امتثال مايكروسوفت لحكم مارس 2004 الصادر في 27 فبراير 2008، قائلاً إن الشركة فرضت على المنافسين أسعارًا غير معقولة للحصول على معلومات أساسية حول ميكروسوفت إس كيو إل سيرفر والخوادم الخلفية. صرحت مايكروسوفت أنها كانت في حالة امتثال وأن «هذه الغرامات تتعلق بقضايا سابقة تم حلها». كما شهد سنة 2007 إنشاء وحدة متعددة النواة في مايكروسوفت، باتباع نفس خطوات شركات الخوادم مثل صن ميكروسيستمز وآي بي إم.
تقاعد غيتس من منصبه كرئيس لمهندسي البرمجيات في 27 يونيو 2008، وهو القرارأعلن عنه في يونيو 2006، مع احتفاظه بمناصب أخرى متعلقة بالشركة بالإضافة إلى كونه مستشارًا للشركة في المشاريع الرئيسية. في 27 أكتوبر 2008، مع ظهورمنصة خدمات ميكروسوفت أجور، دخلت الشركة إلى سوق الحوسبة السحابية بنظام التشغيل ويندوز. في 12 فبراير 2009، أعلنت مايكروسوفت عزمها على فتح سلسلة من متاجر البيع بالتجزئة التي تحمل علامة مايكروسوفت التجارية. وفي 22 أكتوبر 2009، تم افتتاح أول متجر مايكروسوفت للبيع بالتجزئة في سكوتسديل بولاية أريزونا؛ في نفس اليوم الذي تم فيه إطلاق ويندوز7 رسميًا للجمهور. كان تركيز ويندوز7 على تحسين فيستا بميزات سهلة الاستخدام وتحسينات في الأداء، بدلاً من إعادة صياغة شاملة لنظام ويندوز.
مع ازدهار صناعة الهواتف الذكية في أواخر العقد الأول من القرن الحادي والعشرين، عملت شركة مايكروسوفت بغرض توفير نظام تشغيل حديث للهواتف الذكية لمواكبة منافسيها، لكنها عجزت أمام شركة أبل وأندرويد التي ترعاها جوجل في الولايات المتحدة. نتيجة لذلك، قامت مايكروسوفت في سنة 2010 بتجديد نظام تشغيل الهواتف المحمولة القديم، ويندوز موبايل، واستبداله بنظام التشغيل ويندوز فون الجديد الذي تم إصداره في أكتوبر 2010. استخدمت «لغة تصميم واجهة مستخدم» جديدة، تحمل الاسم الرمزي «مترو»، والتي استخدمت الأشكال البسيطة والطباعة والأيقونات، مركزة على مبدأ التبسيط. طبقت مايكروسوفت إستراتيجية جديدة لصناعة البرمجيات، مما يوفر«تجربة مستخدم» متسقة عبر جميع الهواتف الذكية التي تستخدم نظام التشغيل ويندوز فون. أطلقت تحالفًا مع نوكيا في سنة 2011 وعملت مايكروسوفت بشكل وثيق مع الشركة لتطوير ويندوز فون لكنها ظلت شريكة مع ويندوز التليفون المحمول إوم إتش تي سي لفترة طويلة. مايكروسوفت هي أحد الأعضاء المؤسسين «لمؤسسة الشبكات المفتوحة» التي بدأت نشاطها في 23 مارس 2011. كان زملاؤها المؤسسون جوجل وهوليت-باكارد وياهو! وفيرايزون للاتصالات ودويتشه تيليكوم و17 شركة أخرى. تركز هذه المنظمة غير الربحية على تقديم الدعم لمبادرة الحوسبة السحابية المسماة الشبكات المعرفة بالبرمجيات. تهدف المبادرة إلى تسريع الابتكار من خلال تغييرات بسيطة في البرامج في شبكات الاتصالات والشبكات اللاسلكية ومراكز البيانات ومجالات الشبكات الأخرى.

### 2011–2014: أجهزة «ويندوز 8 / 8.1» و«إكس بوكس ون» و«أوت لوك.كوم» وأجهزة «مايكروسوفت سارفيس»
بعد إصدار ويندوز فون، قامت مايكروسوفت بإعادة تسمية تدريجية لمجموعة منتجاتها خلال سنة ي 2011 و2012، مع اعتماد شعارات الشركة ومنتجاتها وخدماتها ومواقعها الإلكترونية مبادئ ومفاهيم لغة تصميم «مترو». في يونيو 2011، بـتايبيه، كشفت مايكروسوفت النقاب عن ويندوز 8، وهو نظام تشغيل مصمم لتشغيل كل من أجهزة الكمبيوتر الشخصية وأجهزة الكمبيوتر اللوحية. تم إصدار «معاينة المطور» في 13 سبتمبر، والتي تم استبدالها لاحقًا «بمعاينة المستهلك» في 29 فبراير 2012، وتم إصدارها للجمهور في مايو. تم كشف النقاب عن مايكروسوفت سارفيس في 18 يونيو، ليصبح أول كمبيوتر في تاريخ الشركة تصنع كل أجهزته من طرف مايكروسوفت.
في 25 يونيو، دفعت مايكروسوفت 1.2 مليار دولار أمريكي لشراء شبكة التواصل الاجتماعي يأمر. في 31 يوليو، أطلقوا خدمة بريد الويب أوت لوك.كوم للتنافس مع جي ميل. في 4 سبتمبر 2012، أصدرت مايكروسوفت ويندوز سيرفر 2012.

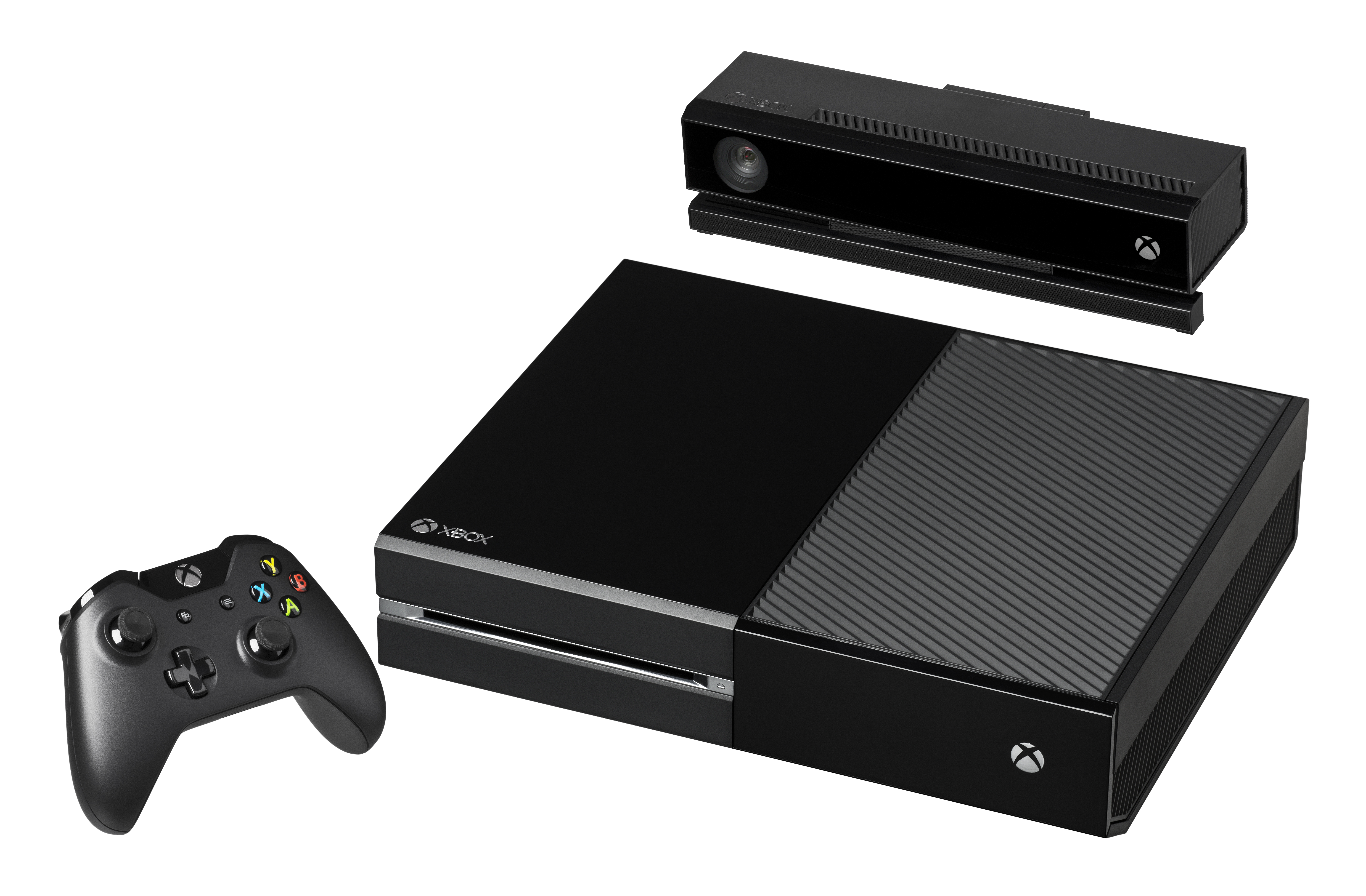
وحدة تحكم إكس بوكس ون، تظهر مع وحدة التحكم وجهاز كنيكت. قامت مايكروسوفت بإصداره سنة 2013.

في يوليو 2012، باعت مايكروسوفت حصتها البالغة 50٪ في إم إس إن بي سي، والتي كانت تديرها كمشروع مشترك مع إن بي سي منذ سنة 1996. في 1 أكتوبر، أعلنت شركة مايكروسوفت عزمها إطلاق عملية إخبارية، كجزء من إم إس إن بمظهر جديد، مع ويندوز8 في وقت لاحق من هذا الشهر.
 في 26 أكتوبر 2012، أطلقت مايكروسوفت ويندوز8 ومايكروسوفت سارفيس. بعد ثلاثة أيام، تم إطلاق ويندوز فون لمواكبة احتمالية زيادة الطلب على المنتجات والخدمات، افتتحت مايكروسوفت عددًا من «متاجرالعطل» في جميع أنحاء الولايات المتحدة لاستكمال العدد المتزايد من متاجر مايكروسوفت «الفعلية» التي تم افتتاحها في بداية نفس السنة. في 29 مارس 2013، أطلقت مايكروسوفت برنامج تعقب براءات الاختراع.
في أغسطس 2012، أعلنت إدارة شرطة مدينة نيويورك عن شراكة مع مايكروسوفت لتطوير نظام الوعي بالمجال الذي يستخدم لمراقبة الشرطة في مدينة نيويورك.
تمت ترقية جهاز كنيكت، وهو جهاز لاستشعار الحركة من صنع مايكروسوفت وصمم كوحدة تحكم لألعاب الفيديو، تم عرضه لأول مرة في نوفمبر 2010. استعملت كوحدة تحكم لألعاب الفيديو إكس بوكس ون في 2013.كما تم الكشف عن قدرات كنيكت في مايو 2013: كاميرا فائقة الاتساع بدقة 1080 بكسل، تعمل في الظلام بسبب مستشعر الأشعة تحت الحمراء، وقوة المعالجة المتطورة والبرمجيات الجديدة، والقدرة على التمييز بين الحركات الدقيقة (مثل حركات الإبهام)، وتحديد معدل ضربات قلب المستخدم من خلال النظر إلى وجهه. قدمت مايكروسوفت طلب براءة اختراع في سنة 2011 يقترح أن الشركة قد تستخدم نظام كاميرا كنيكت لمراقبة سلوك مشاهدي التلفزيون كجزء من خطة لجعل تجربة المشاهدة أكثر تفاعلية.
في 19 يوليو 2013، عانت أسهم مايكروسوفت من أكبرعمليات البيع منذ سنة 2000، بعد أن أثار تقرير«الربع الرابع» مخاوف المستثمرين بشأن العروض السيئة لكل من ويندوز 8 ومايكروسوفت سارفيس (حاسوب لوحي). تكبدت مايكروسوفت إثرها خسارة تزيد عن 32 مليار دولار أمريكي.
تماشيًا مع نضوج أعمال الكمبيوتر الشخصي، أعلنت مايكروسوفت في يوليو 2013 أنها ستعيد تنظيم أعمالها في أربعة أقسام أعمال جديدة، وهي نظام التشغيل والتطبيقات والسحابة والأجهزة. سيتم حل جميع الأقسام السابقة إلى أقسام جديدة دون أي تخفيضات في القوى العاملة. في 3 سبتمبر 2013، وافقت مايكروسوفت على شراء جهاز نوكيا المحمول مقابل 7 مليارات دولار،  بعد أن تولت إيمي هود منصب المدير المالي.

### 2014–2020: «ويندوز 10» و«مايكروسوفت إيدج» و«هولولنز»

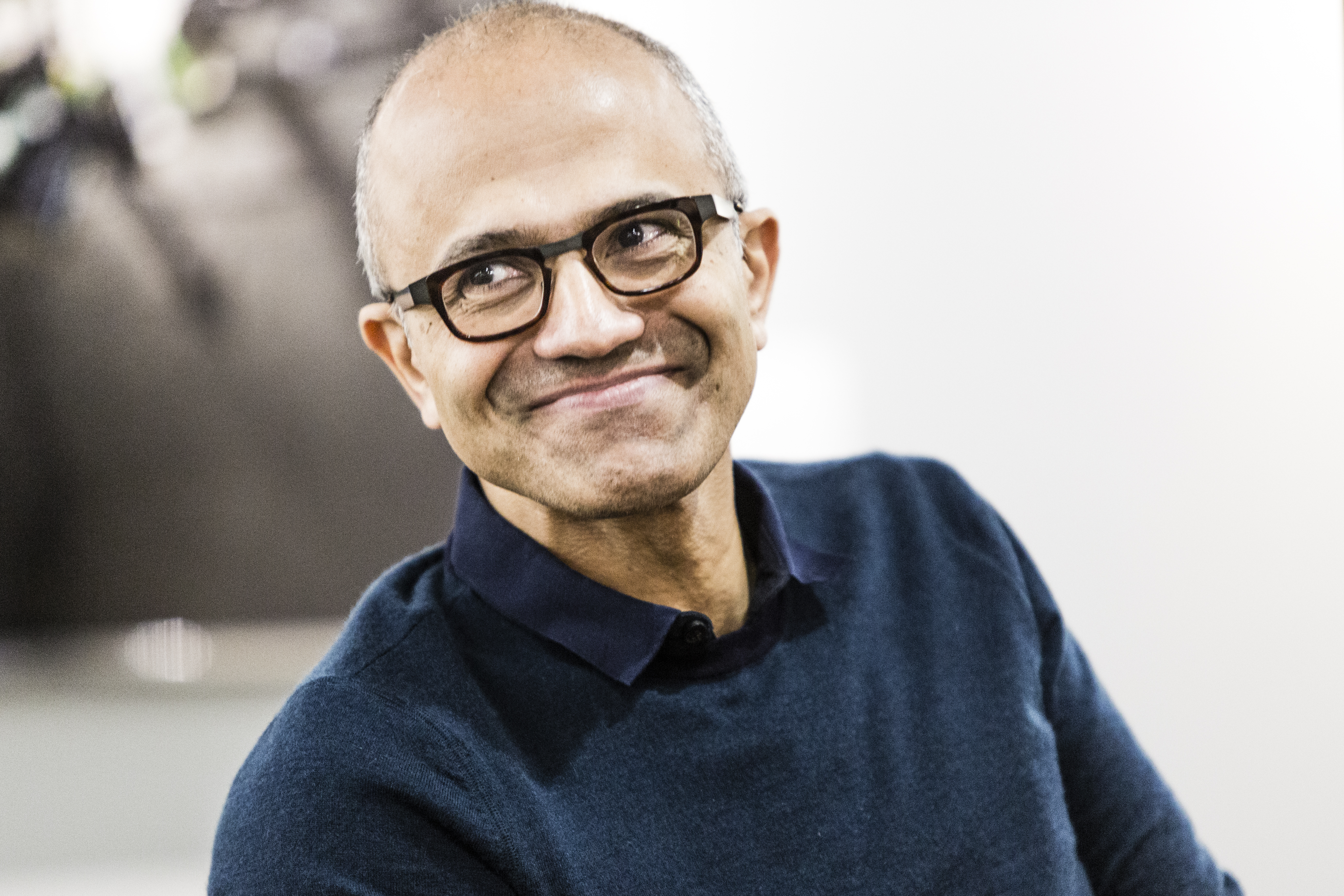
خلف ساتيا ناديلا ستيف بالمر في منصب الرئيس التنفيذي لشركة Microsoft في فبراير 2014

في 4 فبراير 2014، تنحى ستيف بالمر عن منصبه كرئيس تنفيذي لشركة مايكروسوفت وخلفه ساتيا نادالا، الذي كان يقود سابقًا قسم «السحابة والمؤسسات» في مايكروسوفت. في نفس اليوم، تولى جون دبليو طومسون منصب رئيس مجلس الإدارة، بدلاً من بيل غيتس، الذي استمر في المشاركة كمستشار تقني. أصبح طومسون ثاني رئيس في تاريخ مايكروسوفت. في 25 أبريل 2014، استحوذت مايكروسوفت على أجهزة وخدمات نوكيا مقابل 7.2 مليار دولار. تم تغيير اسم هذه الشركة الفرعية الجديدة إلى مايكروسوفت «التليفون المحمول أوي». في 15 سبتمبر 2014، استحوذت مايكروسوفت كذلك على شركة موجانغ لتطوير ألعاب الفيديو، والمعروفة باسم ماينكرافت، مقابل 2.5 مليار دولار. في 8 يونيو / حزيران 2017، استحوذت مايكروسوفت على شركة إكساديت، وهي شركة أمنية إسرائيلية، مقابل 100 مليون دولار.
في 21 كانون الثاني (يناير) 2015، أعلنت شركة مايكروسوفت إطلاق أول سبورة تفاعلية، «مايكروسوفت سارفيس هاب». في 29 يوليو 2015، تم إطلاق ويندوز 10، أما في سبتمبر 2016, فتم إصدارويندوز سيرفر 2016. في الربع الأول من سنة 2015، كانت مايكروسوفت ثالث أكبر صانع للهواتف المحمولة، حيث باعت 33 مليون وحدة (7.2٪ من الكل). في حين أن الغالبية العظمى منهم (75٪ على الأقل) لا يشتغلون بأي إصدار من ويندوز فون - لم يتم تصنيف الهواتف الأخرى على أنها هواتف ذكية من طرف جارتنر - في نفس الفترة، تم تصنيع 8 ملايين هاتف ذكي يعمل بنظام ويندوز (2.5٪ من جميع الهواتف الذكية) من قبل جميع الشركات المصنعة (في الغالب مايكروسوفت). خلال صيف سنة 2015، خسرت الشركة 7.6 مليار دولار فيما يتعلق بأعمال الهاتف المحمول، وطردت 7800 موظف. بلغت حصة مايكروسوفت في سوق الهواتف الذكية الأمريكية 2.7٪ في يناير 2016.
في 1 مارس 2016، أعلنت شركة مايكروسوفت عن دمج أقسام أجهزة «الكمبيوتر الشخصية» و«أجهزة إكس بوكس»، حيث أعلن فيل سبنسر أن تطبيقات «منصة ويندوز العالمية» ستكون محور ألعاب مايكروسوفت في المستقبل. في 24 يناير 2017، عرضت مايكروسوفت من خلال إدارة الأجهزة النقالة «إنتون للتعليم» في المؤتمرالتعليمي البريطاني للتدريب والتكنولوجيا 2017 في لندن. إنتون للتعليم هو تطبيق قائم على السحابة وخدمة إدارة الأجهزة لقطاع التعليم. في مايو / أيار 2016، أعلنت الشركة أنها ستسرح 1850 سنة لاً، وتحمل رسوم انخفاض القيمة وإعادة الهيكلة بقيمة 950 مليون دولار. في يونيو 2016، أعلنت مايكروسوفت عن مشروع باسم «مايكروسوفت حماية المعلومات في أجور». ويهدف إلى مساعدة المؤسسات على حماية بياناتها أثناء انتقالها بين الخوادم والأجهزة. في نوفمبر 2016، انضمت مايكروسوفت إلى مؤسسة لينكس كعضو بلاتيني أثناء مايكروسوفت اتصال؛ حدث المطور في نيويورك. حدث المطور في نيويورك. تبلغ تكلفة كل عضوية بلاتينية 500000 دولار أمريكي سنويًا. اعتبر بعض المحللين أن هذا أمر لا يمكن تصوره قبل عشر سنوات، على أية حال، كما في سنة 2001، أطلق الرئيس التنفيذي آنذاك ستيف بالمر على لينكس اسم «السرطان». خططت مايكروسوفت لإطلاق معاينة إنتون للتعليم «في الأسابيع المقبلة»، مع توافر سنة مجدول في ربيع 2017، بسعر 30 دولارًا لكل جهاز، أو من خلال اتفاقيات الترخيص المجمعة.
في يناير 2018، قامت مايكروسوفت بتحسين نظام التشغيل ويندوز 10 من أجل مشكلات وحدة المعالجة المركزية المتعلقة بخرق أمان ميلتداون. أدى التصحيح إلى مشاكل مع أجهزة مايكروسوفت أجور الافتراضية التي تعتمد على بنية وحدة المعالجة المركزية لانتل. في 12 يناير، أصدرت مايكروسوفت باورشل 6.0 لأنظمة تشغيل ماك أواس ولينكس. في فبراير 2018، توقفت مايكروسوفت عن دعم الإشعارات لأجهزة ويندوزفون الخاصة بها وأنهت فعليًا تحديثات البرامج الثابتة للأجهزة المتوقفة. في مارس 2018، قامت مايكروسوفت بتغيير نظام ويندوز 10 S إلى نظام التشغيل ويندوز بدلاً من جعله نظام تشغيل منفصل وفريد. في مارس / آذار، وضعت الشركة أيضًا إرشادات تفرض رقابة على مستخدمي الاوفيس 365 من استخدام الألفاظ النابية في المستندات الخاصة. في أبريل 2018، أصدرت مايكروسوفت الكود المصدري لمدير الملفات لـويندوز بموجب رخصة إم أي تي للاحتفال بالذكرى السنوية العشرين للبرنامج. في نفس الشهر، أعربت الشركة عن استعدادها لتبني مبادرات مفتوحة المصدر من خلال الإعلان عن أزور سفيركمشتق خاص بها من نظام التشغيل لينكس. في مايو 2018، دخلت مايكروسوفت في شراكة مع 17 وكالة استخبارات أمريكية لتطوير منتجات الحوسبة السحابية. أطلق على المشروع اسم «حكومة أزور» وله علاقات ببرنامج المراقبة المشترك للبنية التحتية للدفاع المؤسسي (JEDI) التابع لوزارة الدفاع.
في 4 يونيو 2018، أعلنت مايكروسوفت رسميًا عن استحواذها على غيت هاب مقابل 7.5 مليار دولار، وهي صفقة تم إغلاقها في 26 أكتوبر 2018. في 10 يوليو 2018، كشفت مايكروسوفت عن منصة سارفيس قو للجمهور. في وقت لاحق من الشهر حولت مايكروسوفت تيمز إلى مجانية. في أغسطس 2018، أصدرت مايكروسوفت مشروعين بعنوان مايكروسوفت «حماية الحساب» و«الدفاع عن الديمقراطية». كما كشفت أيضًا عن توافق كوالكوم سناب دراغون 850 لنظام التشغيل ويندوز 10 على معمارية ذات بنية إيه آر إم.
في أغسطس 2018، بدأت تويوتا تسوشو شراكة مع مايكروسوفت لإنشاء أدوات تربية الأسماك باستخدام مجموعة تطبيقات ميكروسوفت أجور لتقنيات إنترنت الأشياء المتعلقة بإدارة المياه. تم تطوير آليات ضخ المياه جزئيًا بواسطة باحثين من جامعة كينداي (اليابان)، وهي تستخدم الذكاء الاصطناعي لحساب عدد الأسماك على حزام ناقل، وتحليل عدد الأسماك، واستنتاج فعالية تدفق المياه من البيانات التي توفرها الأسماك. تندرج برامج الكمبيوتر المحددة المستخدمة في العملية ضمن أنظمة أجورلتعلم الآلة وهاب أجور لتقنيات إنترنت الأشياء.
في سبتمبر 2018، أوقفت مايكروسوفت إصدار سكايب الكلاسيكي. في 10 أكتوبر 2018، انضمت مايكروسوفت إلى مجتمع شبكة الاختراع المفتوح على الرغم من امتلاكها أكثر من 60 ألف براءة اختراع. في نوفمبر 2018، وافقت مايكروسوفت على تزويد جيش الولايات المتحدة بـ 100,000 سماعة رأس من مايكروسوفت هولولنز من أجل «زيادة الفتك من خلال تعزيز القدرة على اكتشاف العدو واتخاذ قرار بشأنه والاشتباك معه». في نفس الشهر، أعلنت مايكروسوفت عن إستعمالها لخادم أجور ذو مصادقة متعددة العوامل لـمايكروسوفت أجور. في ديسمبر 2018، أعلنت مايكروسوفت عن مشروع مو، وهو إصدار مفتوح المصدر لواجهة البرنامج الثابت الممتد المستخدمة في منتجات مايكروسوفت سارفيس مفرط الافتراضية (Hyper-V). يروج هذا المشروع لفكرة البرنامج الثابت كخدمة. في نفس الشهر، أعلنت مايكروسوفت عن تطبيق مفتوح المصدرويندوز فورمز وبنية عروض ويندوز والذي سيسمح بمزيد من التحرك للشركة نحو الإصدار الشفاف لأطرالعمل الرئيسية المستخدمة في تطوير تطبيقات وبرامج سطح مكتب ويندوز. شهد شهر ديسمبر أيضًا توقف الشركة عن مشروع مايكروسوفت إيدج لصالح خلفيات كروميوم لمتصفحاتها.
20 فبراير 2019 قالت شركة مايكروسوفت إنها ستقدم خدمة الأمن الإلكتروني «حارس الحساب» إلى 12 سوقًا جديدًا في أوروبا بما في ذلك ألمانيا وفرنسا وإسبانيا، لسد الثغرات الأمنية وحماية العملاءالسياسين من القرصنة. في فبراير 2019، احتج المئات من موظفي مايكروسوفت على استفادة الشركة من الحرب من عقد قيمته 480 مليون دولار لتطوير نظارات الواقع الافتراضي لجيش الولايات المتحدة.

### 2020 إلى الوقت الحاضر: عمليات الاستحواذ، «بوكس سيريس إكس/ أس»
في 26 مارس 2020، أعلنت شركة مايكروسوفت أنها استحوذت على الشبكات المؤكدة مقابل 1.35 مليار دولار.
بسبب جائحة فيروس كورونا، أغلقت مايكروسوفت جميع متاجرها للبيع بالتجزئة إلى أجل غير مسمى بسبب المخاوف الصحية.
في 22 يوليو 2020، أعلنت مايكروسوفت عن نوياها لإغلاق خدمة ميكسر الخاصة بها، ولنقل الشركاء الحاليين إلى ألعاب الفيسبوك.
في 31 يوليو 2020، علم أن مايكروسوفت كانت تجري محادثات للاستحواذ على تيك توك بعد أن أمرت إدارة ترامب بايت دانس بتجريد ملكية التطبيق إلى الولايات المتحدة. في 3 أغسطس 2020، بعد التكهنات بشأن هذه الصفقة، صرح دونالد ترامب أن مايكروسوفت يمكنها أن تشتري التطبيق، ولكن يجب أن يكتمل بحلول 15 سبتمبر 2020 وأن وزارة الخزانة الأمريكية يجب أن تحصل على جزء منه.
في 5 أغسطس 2020، أوقفت مايكروسوفت اختبار بث الألعاب السحابية لأجهزة آي أو إس. وفقًا لمايكروسوفت، فإن مستقبل الألعاب السحابية على آي أو إس لا يزال غير واضح ومن المحتمل أن يكون خارج أيدي مايكروسوفت. كما فرضت أبل قيودًا صارمة على «عملاء سطح المكتب البعيد» مما يعني أنه يُسمح للتطبيقات فقط بالاتصال بجهاز مضيف أووحدة تحكم في الألعاب يملكهم المستخدم.
في 21 سبتمبر 2020، أعلنت شركة مايكروسوفت عزمها الاستحواذ على زيني ماكس ميديا مقابل حوالي 7.5 مليار دولار، مع توقع إبرام الصفقة في النصف الثاني من العام المالي 2021.
في 22 سبتمبر 2020، أعلنت مايكروسوفت أن لديها ترخيصًا حصريًا لاستخدام مُنشئ لغة الذكاء الاصطناعي ج ب ت-3 الخاص بـ أوبن أيه آي. الإصدار السابق من ج ب ت-3، المسمى ج ب ت-2، احتل العناوين الرئيسية لكونه «إصدار خطير جدا» ولديه إمكانات عديدة، بما في ذلك تصميم مواقع الويب، ووصف الأدوية، والإجابة على الأسئلة وكتابة المقالات.
في 10 نوفمبر 2020، أصدرت مايكروسوفت أجهزة ألعاب الفيديو إكس بوكس سيريس إكس وسيريس أس.
وفي أبريل 2024 أعلنت مايكروسوفت أنها استثمرت 1.5 مليار دولار في شركة الذكاء الاصطناعي (G42) الواقع مقرها في أبوظبي، لتدعم جهود الشركة في نشر التقنيات الحديثة.

## شؤون الشركات

### مجلس إدارة
يدير الشركة مجلس إدارة يتألف في الغالب من جهات خارجية، كما هو معتاد في الشركات المتداولة علنًا. أعضاء مجلس الإدارة اعتبارًا من يوليو 2020 هم ساتيا ناديلا ريد هوفمان وهيو جونستون وتيري ليست ستول وساندي بيترسون وبيني بريتزكر وتشارلز شارف وارن سورينسون وجون دبليو. طومسون وجون دبليو طومسون وإيما والمسلي وبادماسري واريور. يتم انتخاب أعضاء مجلس الإدارة كل سنة في الاجتماع السنوي للمساهمين باستخدام نظام تصويت الأغلبية. هناك أربع لجان داخل المجلس تشرف على المسائل الجد مهمة. وتشمل هذه اللجان لجنة التدقيق التي تتعامل مع القضايا المحاسبية مع الشركة بما في ذلك التدقيق وإعداد التقارير. لجنة التعويضات، التي توافق على تعويضات الرئيس التنفيذي والموظفين الآخرين في الشركة؛ لجنة الحوكمة والترشيح، التي تتعامل مع مختلف مسائل الشركة بما في ذلك ترشيح مجلس الإدارة؛ ولجنة التنظيم والسياسة العامة، والتي تشمل المسائل القانونية / مكافحة الاحتكار، إلى جانب الخصوصية والتجارة والأمن الرقمي والذكاء الاصطناعي والاستدامة البيئية.
- في 13 مارس 2020، أعلن بيل غيتس أنه سيترك مجلس إدارة مايكروسوفت وبيركشير هاثاواي من أجل التركيز أكثر على جهوده الخيرية. طبقًا لما قاله آرون تيلي من صحيفة وول ستريت جورنال، فإن هذا «يمثل أكبر خروج من غرفة مجالس الإدارة في صناعة التكنولوجيا منذ وفاة المنافس والشريك المؤسس لشركة آبل ستيف جوبز.» [127]

### الرؤساء التنفيذيون
- بيل غيتس (1975-2000)
- ستيف بالمر (2000-2014)
- ساتيا نادالا (2014 إلى الوقت الحاضر)

### الأمور المالية
عندما أصبحت شركة مايكروسوفت شركة سنة ة وأطلقت العرض العامّ الأولي في سنة 1986، كان سعر السهم الافتتاحي 21 دولارًا؛ بعد يوم التداول، أغلق السعر عند 27.75 دولار. اعتبارًا من يوليو 2010، مع تجزئة أسهم الشركة التسعة، سيتم مضاعفة أي سهم للاكتتاب العام بمقدار 288؛ إذا كان على المرء أن يشتري الاكتتاب العام اليوم، بالنظر إلى الانقسامات وعوامل أخرى، فسيتكلف حوالي 9 سنتات. بلغ سعر السهم ذروته في سنة 1999 عند حوالي 119 دولارًا (60.928 دولارًا، مع تعديل الانشقاقات). بدأت الشركة في توزيع أرباح في 16 يناير 2003، ابتداءً من ثمانية سنتات لكل سهم للسنة المالية تليها توزيعات أرباح قدرها ستة عشر سنتًا للسهم في العام الموالي، مع التحول من توزيعات أرباح سنوية إلى ربع سنوية في سنة 2005 بثمانية سنتات للسهم الواحد ربع سنوي ودفع خاص لمرة واحدة قدره ثلاثة دولارات للسهم عن الربع الثاني من السنة المالية. على الرغم من أن الشركة حصلت على زيادات لاحقة في توزيعات الأرباح، إلا أن سعر سهم مايكروسوفت ظل ثابتًا لسنوات.
منحت كل من ستاندرد آند بورز وموديز إنفستورز سيرفيس تصنيف AAA لشركة مايكروسوفت، التي تقدر قيمة أصولها بـ 41 مليار دولار مقارنة بـ 8.5 مليار دولار فقط من الديون غير المضمونة. ونتيجة لذلك، أصدرت مايكروسوفت في فبراير 2011 سندات شركات بقيمة 2.25 مليار دولار مع معدلات اقتراض منخفضة نسبيًا مقارنة بالسندات الحكومية. للمرة الأولى منذ 20 سنة ا، وفي الربع الأول من سنة 2011، تجاوزت شركة أبل شركة مايكروسوفت في أرباحها وعائداتها الفصلية بسبب التباطؤ في مبيعات أجهزة الكمبيوتر الشخصية واستمرار الخسائر الفادحة في قسم خدمات مايكروسوفت عبر الإنترنت (الذي يحتوي على محرك البحث بينغ). بلغت أرباح مايكروسوفت 5.2 مليار دولار، بينما بلغت أرباح شركة أبل 6 مليارات دولار، بعائدات 14.5 مليار دولار و24.7 مليار دولار على التوالي. يتكبد قسم الخدمات عبر الإنترنت في مايكروسوفت خسائر مستمرة منذ سنة 2006، وفي الربع الأول من سنة 2011 خسر 726 مليون دولار. يأتي هذا بعد خسارة 2.5 مليار دولار لسنة 2010.
في 20 يوليو 2012، سجلت مايكروسوفت أول خسارة ربع سنوية لها على الإطلاق، على الرغم من تحقيقها لعائدات قياسية للربع والسنة المالية، مع خسارة صافية قدرها 492 مليون دولار بسبب شطب القيمة المتعلقة بشركة الإعلان لتسويق إلكتروني إكونتف، والتي تم الحصول عليها مقابل 6.2 مليار دولار، مرة أخرى في سنة 2007.
اعتبارًا من يناير 2014، بلغت القيمة السوقية لشركة مايكروسوفت 314 مليار دولار،  مما يجعلها ثامن أكبر شركة في العالم من حيث القيمة السوقية. في 14 تشرين الثاني (نوفمبر) 2014، تفوقت مايكروسوفت على إكسون موبيل لتصبح ثاني أكثر الشركات قيمة من حيث القيمة السوقية، بعد أبل. فقط، تجاوز إجمالي قيمتها السوقية 410 مليار دولار أمريكي - حيث بلغ سعر السهم 50.04 دولارًا أمريكيًا للسهم، وهو أعلى سعر منذ أوائل سنة 2000. في سنة 2015، ذكرت وكالة رويترز أن شركة مايكروسوفت حققت أرباحًا في الخارج بقيمة 76.4 مليار دولار لم تخضع للضريبة من قبل دائرة الإيرادات الداخلية. بموجب قانون الولايات المتحدة، لا تدفع الشركات ضريبة الدخل على الأرباح الخارجية حتى يتم جلب الأرباح إلى الولايات المتحدة.
في نوفمبر 2018، فازت الشركة بعقد عسكري قيمته 480 مليون دولار مع حكومة الولايات المتحدة لإدخال تقنية سماعات الرأس بالواقع المعزز في ذخيرة أسلحة الجنود الأمريكيين. قد ينتج عن العقد الذي مدته سنتان أوامر متابعة لأكثر من 100,000 سماعة، وفقًا للوثائق التي تصف عملية تقديم العطاءات. يبدو أن أحد خطوط شعار العقد لتقنية الواقع المعزز هو قدرتها على تمكين «25 معركة غير دموية قبل المعركة الأولى»، مما يشير إلى أن التدريب القتالي الفعلي سيكون جانبًا أساسيًا من قدرات سماعات الواقع المعزز.

### الشركات التابعة
مايكروسوفت هي شركة دولية. على هذا النحو، فهي بحاجة إلى شركات تابعة موجودة في أسواق أخرى وطنية تختار حصادها. ومن الأمثلة على ذلك شركة مايكروسوفت كندا، التي تأسست سنة 1985. دول أخرى لديها منشآت مماثلة، لتوجيه الأرباح احتياطيًا إلى ريدموند وتوزيع الأرباح على حاملي أسهم مايكروسوفت.

### تسويق
في سنة 2004، كلفت مايكروسوفت شركات بحثية لإجراء دراسات مستقلة لمقارنة التكلفة الإجمالية للملكية لنظام التشغيل ويندوز سيرفر 2003 بنظام لينكس؛ استنتجت الشركات أن إدارة ويندوزأسهل من لينكس، وبالتالي فإن أولئك الذين يستخدمون ويندوزسيديرون أعمالهم بشكل أسرع مما يؤدي إلى انخفاض التكاليف لشركتهم (أي انخفاض إجمالي تكلفة الملكية). حفز هذا الإستنتاج موجة من الدراسات ذات الصلة. خلصت دراسة أجرتها مجموعة يانكي إلى أن الترقية من إصدار واحد من ويندوز سيرفر إلى آخر يكلف جزءًا بسيطًا من تكاليف التبديل من ويندوز سيرفر إلى لينكس، على الرغم من أن الشركات التي شملها الاستطلاع لاحظت زيادة الأمان والموثوقية لخوادم لينكس والقلق بشأن حبسهم في استخدام منتجات مايكروسوفت. زعمت دراسة أخرى، صادرة عن مختبرات تطوير المصادر المفتوحة، أن دراسات مايكروسوفت كانت «ببساطة قديمة ومن جانب واحد» وخلص الاستطلاع إلى أن التكلفة الإجمالية للملكية في لينكس كانت أقل نظرًا لأن مسؤولي لينكس يديرون المزيد من الخوادم في المتوسط ولأسباب أخرى.
كجزء من حملة «احصل على الحقائق»، سلطت مايكروسوفت الضوء على منصة التداول دوت نت فريموورك التي طورتها بالشراكة مع أكسنتشر لبورصة لندن، مدعية أنها توفر موثوقية «خمسة تسعة». بعد معاناتها من التوقف الطويل وعدم الموثوقية  أعلنت بورصة لندن في سنة 2009 أنها تخطط للتخلي عن حل مايكروسوفت والتحول إلى حل قائم على لينكس في سنة 2010.
في سنة 2012، استأجرت شركة مايكروسوفت خبيرًا سياسيًا في استطلاعات الرأي يُدعى مارك بن، والذي وصفته صحيفة نيويورك تايمز بأنه «مشهور بتدمير» خصومه السياسيين  بصفته نائب الرئيس التنفيذي، والإعلان والاستراتيجية. أنشأ بن سلسلة من الإعلانات السلبية التي تستهدف أحد أكبر منافسي مايكروسوفت، جوجل. تحاول الإعلانات، التي يطلق عليها اسم «البخيل»: يقصد بذلك الوصف «شركة جوجل»، وحاول إثبات أن جوجل تقوم «بخداع» المستهلكين بنتائج بحث مزورة لصالح معلني جوجل المدفوعين، وأن جي ميل ينتهك خصوصية مستخدميه لوضع نتائج الإعلانات المتعلقة بمحتوى رسائل البريد الإلكتروني الخاصة بهم ونتائج التسوق التي تفضل منتجات جوجل. كانت المنشورات التقنية مثل تك كرانش تنتقد بشدة الحملة الإعلانية،  بينما تبناها موظفو جوجل أنفسهم.

### تسريح العمال
وظفت مايكروسوفت 127104 شخصًا اعتبارًا من 5 يونيو 2014. في يوليو 2014، أعلنت مايكروسوفت عن خطة لتسريح 18000 موظف. مما أدى إلى خفض قوتها العاملة بنسبة 14% تقريبًا باعتباره أكبر تسريح لشركة مايكروسوفت على الإطلاق. وشمل ذلك 12500 موظف محترف وموظف في المصنع. في السابق، كانت مايكروسوفت قد ألغت 5800 وظيفة في سنة 2009، بما يتماشى مع الركود العظيم في الفترة 2008-2017. في سبتمبر 2014، قامت مايكروسوفت بتسريح 2100 شخص، من بينهم 747 شخصًا في منطقة سياتل-ريدموند، حيث يقع المقر الرئيسي للشركة. وجاءت عمليات الفصل كموجة ثانية من عمليات التسريح التي تم الإعلان عنها سابقًا. وبذلك يرتفع العدد الإجمالي إلى أكثر من 15000 من أصل 18000 من التخفيضات المتوقعة. في أكتوبر 2014، كشفت شركة مايكروسوفت أنها أوشكت على الانتهاء من التخلص من 18000 موظف، والتي كانت أكبر عملية تسريح للموظفين على الإطلاق. في يوليو 2015، أعلنت مايكروسوفت عن استقطاع يمس 7800 وظيفة أخرى في الأشهر العديدة المقبلة. في مايو 2016، أعلنت مايكروسوفت عن 1,850 وظيفة أخرى في قسم الهاتف المحمول (نوكيا). نتيجة لذلك، سجلت الشركة انخفاضًا في القيمة وتكاليف إعادة الهيكلة بحوالي 950 مليون دولار، منها ما يقرب من 200 مليون دولار تتعلق بمدفوعات نهاية الخدمة.

### حكومة الولايات المتحدة
توفر مايكروسوفت معلومات حول الأخطاء المبلغ عنها في برامجها إلى وكالات الاستخبارات التابعة لحكومة الولايات المتحدة، قبل الإصدار العام للإصلاح. صرح متحدث باسم مايكروسوفت أن الشركة تدير العديد من البرامج التي تسهل مشاركة هذه المعلومات مع الحكومة الأمريكية. بعد تقارير إعلامية حول بريسم، برنامج المراقبة الإلكترونية الضخم لوكالة الأمن القومي، في مايو 2013، تم تحديد العديد من شركات التكنولوجيا كمشاركين، بما في ذلك مايكروسوفت. وفقًا لتسريبات البرنامج المذكور، انضمت مايكروسوفت إلى برنامج بريسم في سنة 2007. ومع ذلك، في يونيو 2013، نفى بيان رسمي من مايكروسوفت بشكل قاطع مشاركتها في البرنامج:
«نحن نقدم بيانات العملاء فقط عندما نتلقى أمرًا ملزمًا قانونًا أو أمر استدعاء للقيام بذلك، وليس على أساس طوعي أبدًا. بالإضافة إلى ذلك، فإننا نمتثل فقط لأوامر الطلبات المتعلقة بحسابات أو معرفات محددة. إذا كان لدى الحكومة مواطن طوعي أوسع برنامج أمان لجمع بيانات العملاء، فنحن لا نشارك فيه».
خلال الأشهر الستة الأولى من سنة 2013، تلقت مايكروسوفت طلبات أثرت على ما بين 15000 و 15999 حسابًا. في ديسمبر 2013، أصدرت الشركة بيانًا للتأكيد بشكل أكبر على حقيقة أنها تأخذ خصوصية عملائها وحماية البيانات على محمل الجد، قائلة «إن التطفل الحكومي يحتمل أن يشكل الآن تهديدًا متقدمًا ومستمرًا، إلى جانب البرامج الضارة والهجمات الإلكترونية المتطورة». كما يمثل البيان بداية برنامج من ثلاثة أجزاء لتعزيز جهود مايكروسوفت في التشفير والشفافية. في 1 يوليو 2014، كجزء من هذا البرنامج، افتتحوا أول مركز للشفافية لمايكروسوفت (من بين العديد)، والذي يوفر «للحكومات المشاركة القدرة على مراجعة مصادر التعليمات البرمجية لمنتجات مايكروسوفت الرئيسية، والتأكد من سلامة برامجها، والتأكد بأنه لا توجد أبواب خلفية». وقد جادلت مايكروسوفت أيضًا بأن على كونغرس الولايات المتحدة أن يسن قوانين خصوصية قوية لحماية بيانات المستهلك.
في أبريل 2016، رفعت الشركة دعوى قضائية ضد الحكومة الأمريكية، بحجة أن الأوامر السرية تمنع الشركة من الإفصاح عن مذكرات أوامر للعملاء في انتهاك لحقوق الشركة والعملاء. جادلت شركة مايكروسوفت بأنه من غير الدستوري للحكومة حظر مايكروسوفت إلى أجل غير مسمى من إبلاغ مستخدميها بأن الحكومة تطلب رسائل البريد الإلكتروني والوثائق الأخرى الخاصة بهم، وأن التعديل الرابع جعلها بحيث يكون للأشخاص أو الشركات الحق في معرفة ما إذا كانت الحكومة تبحث أو تصادر ممتلكاتهم. في 23 أكتوبر 2017، قالت شركة مايكروسوفت إنها ستسقط الدعوى نتيجة لتغيير السياسة من قبل وزارة العدل الأمريكية. قامت وزارة العدل «بتغيير قواعد طلب البيانات بشأن تنبيه مستخدمي الإنترنت بشأن وصول الوكالات إلى معلوماتهم».

## هوية الشركة

### ثقافة الشركة
تتوفر المراجع الفنية للمطورين والمقالات الخاصة بمجلات مايكروسوفت المختلفة مثل مجلة أنظمة مايكروسوفت من خلال شبكة مطوري مايكروسوفت. تقدم هذه الأخيرة أيضًا اشتراكات للشركات والأفراد، وعادةً ما توفر الاشتراكات الأكثر تكلفة إمكانية الوصول إلى الإصدارات التجريبية السابقة للإصدار من برامج مايكروسوفت. في أبريل 2004، أطلقت مايكروسوفت موقعًا مجتمعيًا للمطورين والمستخدمين، بعنوان القناة 9، والذي يوفر ويكي ومنتدى الإنترنت. موقع مجتمعي آخر يوفر قنوات فيديو يومية وخدمات أخرى، أون 01.نات، تم إطلاقه في 3 مارس 2006. يتم تقديم دعم فني مجاني تقليديًا من خلال مجموعات أخبار يوزنت عبر الإنترنت، وكمبيو سارف في الماضي، ويخضع لمراقبة موظفي مايكروسوفت؛ يمكن أن يكون هناك عدة مجموعات أخبار لمنتج واحد. يمكن انتخاب الأشخاص المفيدين من قبل أقرانهم أو موظفي مايكروسوفت لشهادة مايكروسوفت«محترف مايكروسوفت الأكثر قيمة»، والتي تمنحهم نوعًا من الوضع الاجتماعي الخاص وإمكانيات الحصول على الجوائز والمزايا الأخرى.
يُشار إلى معجم الداخلي الخاص به، حيث يتم استخدام عبارة «تناول طعام كلبك» لوصف سياسة استخدام الإصدارات التجريبية والإصدارات التجريبية للمنتجات داخل مايكروسوفت في محاولة لاختبارها في «العالم الحقيقي». عادة ما يتم اختصارها إلى «طعام الكلاب» فقط وتستخدم كاسم وفعل وصفة. جزء آخر من المصطلحات،«...أنا مكتسب بالكامل»)، يستخدمه الموظف للإشارة إلى أنه مستقل ماليًا ويمكنه تجنب العمل في أي وقت يرغب فيه. تشتهر الشركة أيضًا بعملية التوظيف، والتي تم تقليدها في منظمات أخرى وأطلق عليها اسم «مقابلة مايكروسوفت»، والتي تشتهر بأسئلة خارج النطاق مثل «لماذا يتم تغطية فتحة الصيانة في الطرقات؟».
مايكروسوفت هي معارضة صريحة للغطاء على تأشيرات «هـ1ب»، والتي تسمح للشركات في الولايات المتحدة بتوظيف بعض العمال الأجانب. يزعم بيل غيتس أن الحد الأقصى على تأشيرات «هـ1ب» يجعل من الصعب تعيين موظفين للشركة، قائلاً «بالتأكيد سأتخلص من غطاء هـ1ب» في سنة 2005. يجادل منتقدو تأشيرات «هـ1ب» بأن تخفيف القيود سيؤدي إلى زيادة البطالة بين المواطنين الأمريكيين بسبب عمال «هـ1ب» الذين يعملون مقابل رواتب أقل. مؤشر المساواة في الشركات لحملة حقوق الإنسان، وهو تقرير عن مدى تقدم المنظمة في تحسين صورة موظفي مجتمع الميم لدى الشركات. صنف التقرير مايكروسوفت على أنها انتقلت من نسبة 87٪ (من 2002 إلى 2004) إلى 100٪ (من 2005 إلى 2010) بعد أن سمحت بالتعبير عن الجنس.
في أغسطس 2018، طبقت مايكروسوفت سياسة على جميع فروعها التي تتعامل مع المتعاقدين، ان تمنح لكل موظف 12 أسبوعًا كإجازة والدية مدفوعة. ينبثق هذا القرار من المطلب السابق (2015) الذي يطالب بضمان 15 يومًا من الإجازة مدفوعة الأجر والإجازة المرضية. في سنة 2015، أنشأت مايكروسوفت سياسة الإجازة الأبوية الخاصة بها للسماح بمدة 12 أسبوعًا للإجازة الوالدية مع 8 أسابيع إضافية للوالد الذي أنجب.

### بيئة
في سنة 2011، أصدرت منظمة السلام الأخضر تقريرًا صنَّفت فيه أكبر عشر علامات تجارية في الحوسبة السحابية ترتكز على مصادر الكهرباء لإدارة مراكز البيانات الخاصة بها. في ذلك الوقت، كانت مراكز البيانات تستهلك ما يصل إلى 2٪ من إجمالي الكهرباء العالمية وكان من المتوقع أن تزداد هذه الكمية. قال فيل رادفورد من منظمة السلام الأخضر «نحن قلقون من أن هذا الانفجار الجديد في استخدام الكهرباء يمكن أن يحبسنا في مصادر الطاقة القديمة والملوثة بدلاً من الطاقة النظيفة المتاحة اليوم، ودعا أمازون ومايكروسوفت وقادة المعلومات الآخرين - يجب أن تتبنى صناعة التكنولوجيا الطاقة النظيفة لتشغيل مراكز البيانات المستندة إلى السحابة». في سنة 2013، وافقت مايكروسوفت على شراء الطاقة المُولَّدة من مشروع طاقة الرياح في تكساس لتشغيل أحد مراكز البيانات التابعة لها. تم تصنيف مايكروسوفت في المركز السابع عشر في دليل منظمة السلام الأخضر إلى «إلكترونيات أكثر اخضرارا» (الإصدار السادس عشر) الذي يصنف 18 مصنعًا للإلكترونيات وفقًا لسياساتهم بشأن المواد الكيميائية السامة وإعادة التدوير وتغير المناخ. الجدول الزمني لشركة مايكروسوفت للتخلص التدريجي من مثبطات اللهب المبرومة والفثالات في جميع المنتجات هوسنة 2012 ولكن التزامها بالتخلص التدريجي من كلوريد متعدد الفاينيل ليس واضحًا. اعتبارًا من يناير 2011، لا توجد منتجات خالية منه تمامًا أو من مثبطات اللهب المبرومة.
في أبريل 2005، قامت مايكروسوفت بتركيب أكثر من 2000 لوح شمسي فوق مبانيها في حرمها في سيليكون فالي، لتوليد ما يقرب من 15 بالمائة من إجمالي الطاقة المطلوبة من المرافق. في سنة 2008، حصل الحرم الجامعي الرئيسي لشركة مايكروسوفت في الولايات المتحدة على «الشهادة الفضية» من برنامج الريادة في الطاقة والتصميم البيئي. كما تستخدم مايكروسوفت أشكالًا بديلة للنقل. أنشأت أحد أكبر أنظمة الحافلات الخاصة في العالم، «الموصل»، لنقل الأشخاص من خارج الشركة. أمّا بالنسبة للنقل داخل الحرم الجامعي، يستخدم «ربط المكوك» أسطولًا كبيرًا من السيارات الهجينة لتوفير الوقود. كما تدعم الشركة وسائل النقل العام الإقليمية، التي تقدمها «صاوند ترانزيت» و«مترو مقاطعة الملك»، كحافز للحفاظ على البيـئة. في فبراير 2010، اتخذت مايكروسوفت موقفًا ضد إضافة ممرات نقل سنة ومركبات عالية الإشغال إلى طريق الولاية 520 وجسرها العائم الذي يربط ريدموند بسياتل؛ لم ترغب الشركة في تأخير البناء أكثر من ذلك. احتلت مايكروسوفت المرتبة الأولى في قائمة أفضل أماكن العمل متعددة الجنسيات في العالم من قِبل معهد «مكان رائع للعمل - كريت بلايس تو وارك» في سنة 2011. في يناير 2020، وعدت الشركة بإزالة كل الكربون المنبعث من البيئة منذ تأسيسها في سنة 1975. في 9 أكتوبر 2020، جعلت مايكروسوفت العمل من المنزل سياسة دائمة.

### مقر

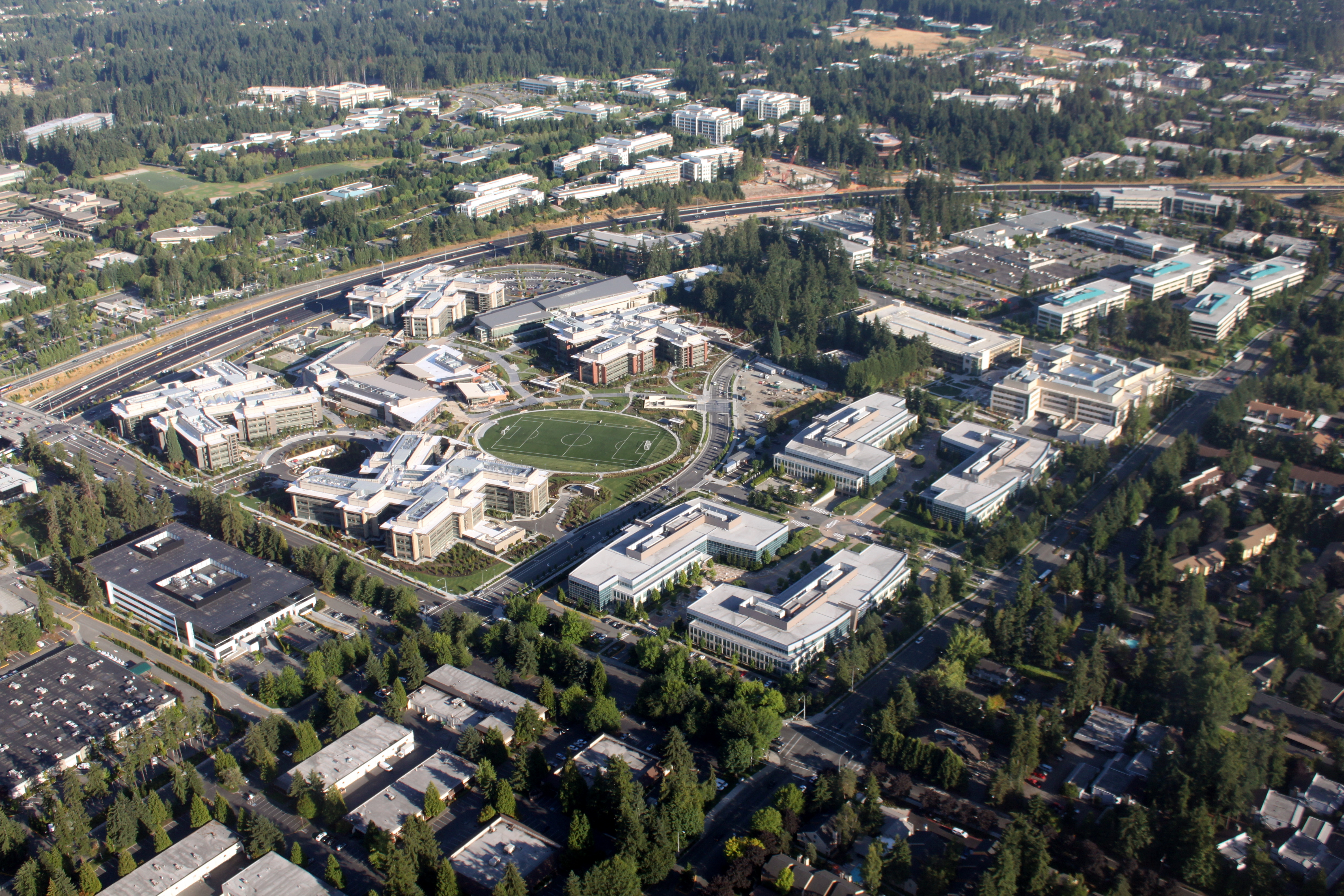
الناحية الغربية لحرم مايكروسوفت ريدموند

يقع المقر الرئيسي للشركة، المعروف بشكل غير رسمي باسم حرم مايكروسوفت ريدموند الجامعي، في 1 شارع مايكروسوفت في ريدموند، واشنطن. انتقلت مايكروسوفت في البداية إلى أرض الحرم الجامعي في 26 فبراير 1986، قبل أسابيع من طرح الشركة للعرض العامّ الأولي في 13 مارس. ومنذ ذلك الحين، شهد المقر عمليات توسعة متعددة منذ إنشائه. من المقدر أنها تضم أكثر من 8 ملايين قدم مربع (750.000 متر مربع) من المساحات المكتبية و30.000-40.000 موظف. توجد مكاتب إضافية في بالفيو وإساكوه بواشنطن (90.000 موظف حول العالم). تخطط الشركة لترقية حرمها الجامعي في ماونتن فيو بولاية كاليفورنيا على نطاق واسع. احتلت الشركة هذا الحرم الجامعي منذ سنة 1981. في سنة 2016، اشترت الشركة الحرم الجامعي الذي تبلغ مساحته 32 فدانًا، مع تخطيط لتجديده وتوسيعه بنسبة 25٪. كما تدير مايكروسوفت مقرًا في الساحل الشرقي في شارلوت بولاية نورث كارولينا.

### المتاجر الرئيسية
في 26 أكتوبر 2015، افتتحت الشركة موقعها للبيع بالتجزئة في الشارع الخامس في مدينة نيويورك. يتميز الموقع بواجهة زجاجية من خمسة طوابق وتبلغ مساحتها 22.270 قدمًا مربعة.

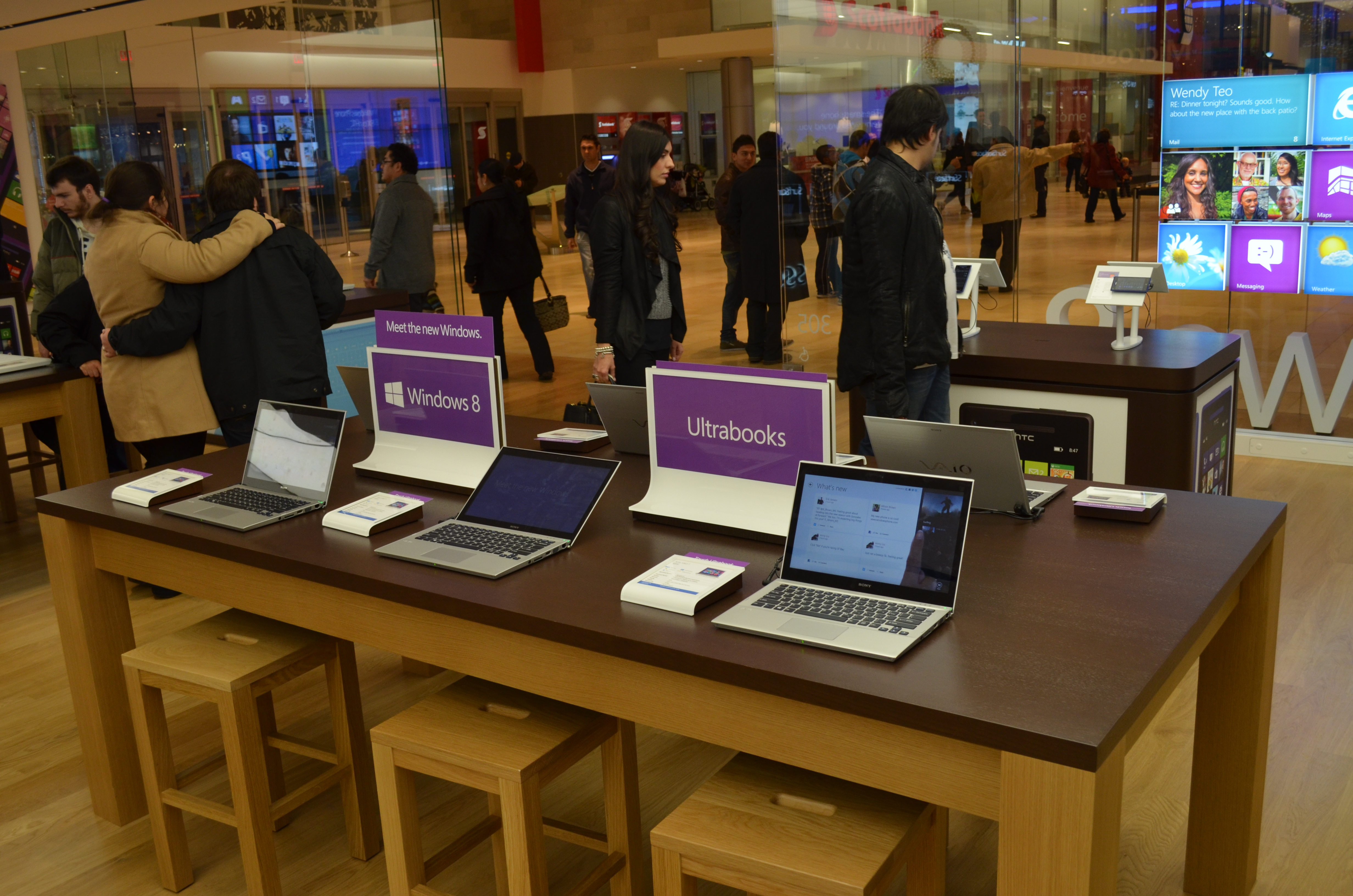
المتجر الرئيسي لماكيروسوفت بتورونتو.

 وفقًا للمديرين التنفيذيين للشركة، كانت مايكروسوفت تبحث عن موقع رئيسي منذ سنة 2009. تعد مواقع البيع بالتجزئة للشركة جزءًا من استراتيجية أكبر للمساعدة في بناء اتصال مع المستهلكين. تزامن افتتاح المتجر مع إطلاق«سرفس بوك» و «سرفس برو» 4. في 12 نوفمبر 2015، افتتحت مايكروسوفت متجرًا رئيسيًا ثانيًا، يقع في شارع «بيت ستريت مول» في سيدني وأخرًا بتورونتو.

### شعار
تبنت مايكروسوفت ما يسمى بـ «شعار باك مان»، الذي صممه سكوت بيكر، في سنة 1987. صرح بيكر أن «الشعار الجديد، بخط هيلفيتيكا المائل، به خط مائل بين الحرفين o و s للتأكيد على الجزء» الناعم «من تسمية ونقل الحركة والسرعة». أجرى ديف نوريس حملة مزحة داخلية لحفظ الشعار القديم، الذي كان أخضر، بكامله بأحرف كبيرة، وظهر فيه حرف خيالي O، لكن تم إهماله. شعار مايكروسوفت مع شعار«إمكاناتك. شغفنا» - أسفل اسم الشركة الرئيسي - يستند إلى شعار استخدمته مايكروسوفت في سنة 2008. في سنة 2002، بدأت الشركة في استخدام الشعار في الولايات المتحدة وبدأت في النهاية حملة تلفزيونية باستخدام تم تغيير الشعار عن الشعار السابق «إلى أين تريد أن تذهب اليوم؟»  خلال مؤتمر «مايكروسوفت العالمي للصرافة» الخاص في سنة 2010، كشفت مايكروسوفت النقاب عن شعار الشركة التالي، «كن ما هو التالي.» كان لديهم أيضًا شعار«إجعل كل شيء منطقيًا.»
في 23 أغسطس 2012، كشفت مايكروسوفت النقاب عن شعار شركة جديد في افتتاح متجر مايكروسوفت الثالث والعشرين في بوسطن، مما يشير إلى تحول تركيز الشركة من النمط الكلاسيكي إلى الواجهة الحديثة التي تتمحور حول البلاط، والتي تستخدمها على ويندوزمنصة الهاتف وإكس بوكس 360 وويندوز 8 وأجنحة أوفيس القادمة. يتضمن الشعار الجديد أيضًا أربعة مربعات بألوان شعار ويندوزالحالي آنذاك والتي تم استخدامها لتمثيل منتجات مايكروسوفت الأربعة الرئيسية: ويندوز (أزرق)، Office (أحمر)، إكس بوكس (أخضر) وبينغ (أصفر). يشبه الشعار افتتاح أحد الإعلانات التجارية لنظام التشغيل ويندوز95.

شعار شركة مايكروسوفت سنة 2012م.

### الإحسان
أثناء جائحة فيروس كورونا، أعلن رئيس شركة مايكروسوفت، براد سميث، أنه تم التبرع بدفعة أولية من الإمدادات، بما في ذلك 15000 من نظارات الحماية ومقاييس الحرارة بالأشعة تحت الحمراء والأغطية الطبية والبدلات الواقية، إلى سياتل، مع المزيد من المساعدات التي ستأتي قريبًا.

## الخدمات
بات من المعروف، في عالم تشكل فيه الاستراتيجيات الخاصة بتكنولوجيا المعلومات العمود الفقري الذي تستند عليه المؤسسات في قطاعات العمل المختلفة، أن بيئة العمل والتقنية تعني أكثر من مجرد منتج أو برنامج حاسوب. ويعمل قسم الاستشارات والخدمات في شركة مايكروسوفت على الانتقال بمفهوم التكنولوجيا إلى أبعاد جديدة، بهدف مساعدة العملاء على تحقيق أهدافهم المتعلقة بالاستفادة من أنظمة المعلومات والأعمال، بالإضافة إلى تحقيق عائدات أفضل لاستثماراتهم التقنية بالاعتماد على منتجات وخدمات شركة مايكروسوفت.
ويقدم فريق الاستشارات والخدمات في مايكروسوفت نصائح وخبرات متعلقة بقطاعات الأعمال المختلفة والتطبيقات التقنية الملائمة لكل منها. وتشمل المجالات الاستشارية التي يغطيها الفريق التقنيات المتطورة وخدمات التجارة الإلكترونية والتوزيع وتصميم شبكات الحاسوب والحلول التوفيقية الخاصة بكل مؤسسة. ويمكن لفريق الخدمات الاستشارية التدخل لمساعدة العملاء في أي مرحلة من مراحل العمل ودورة الحياة التقنية للأجهزة والأنظمة المستخدمة في المؤسسة، بالاعتماد على خبراتهم ونظرياتهم المجربة والحلول المناسبة.
وفيما يتعلق بخدمات دعم المنتجات «بي سي سي» تقدم شركة مايكروسوفت خدماتها للمؤسسات والأفراد لضمان توفير أقصى درجات الفائدة لهم بالاعتماد على منتجات مايكروسوفت. وتهدف شركة مايكروسوفت من خلال هذه الخدمة إلى تحقيق نتائج سريعة ودقيقة وشاملة على التطبيقات التقنية المختلفة وذلك لزيادة إنتاجية عملائها والالتفات إلى الأمور المتعلقة بتطوير أعمالهم.

## المنتجات
أفضل مبيعات مايكروسوفت هو نظام التشغيل مايكروسوفت ويندوز وحزمة البرامج المكتبية ميكروسوفت أوفيس.
ومن منتجاتها الإلكترونية أيضاً محرك بحث إم إس إن وقد تم تحديثه ليكون متعدد اللغات وأسمه الجديد Bing والذي توليه شركة مايكروسوفت عناية كبيرة في ظل المنافسة القوية في سوق محركات البحث، فمحرك بحث جوجل ومحرك بحث ياهو! وكذلك محرك بحث All The Web (التابع حالياً لياهو) يعتبروا من أقوى محركات البحث خاصة محرك بحث جوجل الذي أكتسب شعبية كبيرة في السنوات الأخيرة حتى تربع على عرش محركات البحث.
في 28 مايو 2009 تم الإفصاح عن محرك البحث الجديد بينغ من قبل ستيف بالمر الرئيس التنفيذي في شركة مايكروسوفت الذي سيستبدل محل محرك البحث إم إس إن.
ولا يقتصر نشاط مايكروسوفت على برنامج ويندوز أو بيسك أوإم إس-دوس فحسب، بل عملت الشركة على تطوير حزمة من البرامج كقواعد البيانات، وبرامج تحرير النصوص، ومجالات أخرى، بل وحتى قامت شركة مايكروسوفت بتطوير وتسويق ألعاب الحاسوب كبرنامج محاكاة الطيران (بالإنجليزية: Flight simulator).
بعض المنتجات:
- مايكروسوفت ويندوز فون
- مايكروسوفت أوفس
- مايكروسوفت وورد
- مايكروسوفت إكسل
- مايكروسوفت باوربوينت
- مايكروسوفت أكسس
- مايكروسوفت ون نوت
- مايكروسوفت إنفو باث
- ماكروسوفت التعليمية
- مايكروسوفت فيجيوال ستوديو
- مايكروسوفت إكسبريشن
- مايكروسوفت اكسجينج سيرفر
- مايكروسوفت سارفيس
- مايكروسوفت سيكيوريتي إشانسيلز
- فرند سوفت إكسبريس
- مايكروسوفت سكوال سرفر
- مايكروسوفت إكس بوكس

## صفقات الاستحواذ
- سكايب: في مايو 2011 استحوذت مايكروسوفت على شركة سكايب المختصة بالمكالمات الهاتفية الصوتية والمرئية عبر الإنترنت مقابل 8.5 مليار دولار.[204]
- يأمر: في 14 يونيو 2012 استحوذت مايكروسوفت على شبكة التواصل الاجتماعي المخصصة للشركات «يأمر» (Yammer)، مقابل 1.2 مليار دولار.[205]
- نوكيا: في 21 أبريل 2014 استحوذت شركة مايكروسوفت للبرمجيات على نوكيا للهواتف النقالة في صفقة بلغت قيمتها 7.2 مليار دولار.[206]
- توكو: في 22 ديسمبر 2015 أعلنت شركة مايكروسوفت عن استحواذها على تطبيق التراسل الفوري Talko. وقالت مايكروسوفت عبر مدونتها الرسمية أن فريق العمل الخاص بالتطبيق سينضم لفريق العمل في سكايب Skype للاستفادة من مواهبهم في دعم سكايب Skype بمزايا إضافية وهو ما يشير إلى أن مزايا Talko ستتوفر قريبا لمستخدمي أحد أشهر تطبيقات التراسل سكايب.[207]
- زامارين: في 25 فبراير 2016 استحوذت مايكروسوفت على منصة تطوير التطبيقات Xamarin في صفقةٍ بلغت قيمتها 400 مليون دولار.[208]
- سويفت كي: في 3 مارس 2016 استحوذت مايكروسوفت على لوحة "SwiftKey" الذكية بـ250 مليون دولار.[209]
- لينكد إن: في 13 يونيو 2016 استحوذت مايكروسوفت على لينكد إن في صفقة بلغت 26 مليار دولار.[210]
- واند لابز: في 17 يونيو 2016 استحوذت مايكروسوفت على Wand Labs دون الإعلان عن قيمة الصفقة. وهي شركة تتخصص في تطوير تطبيقات التراسل.[211]
- هيكسادايت: 8 يونيو 2017 استحوذت مايكروسوف على Hexadite بصفقة قيمتها 100 مليون دولار وهي شركة متخصصة في الأمن الرقمي [212]

- غيت هاب: 8 يونيو 2018 استحوذت مايكروسوفت على غيت هاب بصفقة تقدر ب7.5 مليار دولار وهي خدمة استضافة على شبكة الإنترنت للتحكم في الإصدار باستخدام جيت git. ويستخدم في الغالب لأكواد الكمبيوتر. ويوفر التحكم في الوصول والعديد من ميزات التعاون مثل تتبع الأخطاء، طلبات الميزة، وإدارة المهام، وويكي لكل مشروع.

## وصلات خارجية
- الموقع الرسمي
- مدونة مايكروسوفت الرسمية  (جوال)
- إحصائية السوق العالمي لمستخدمي نظم التشغيل